# Susa (Persien)
Koordinaten: 32° 12′ N, 48° 15′ O
Susa (persisch شوش Schūsch, DMG Šūš; anders transkribiert auch Shush; hebräisch שושן Schūschan; altgriechisch Σοῦσα (n. pl.), lateinisch Susa), genannt auch Seleukeia am Eulaios (lateinisch Seleucia ad Eulaeum), war eine antike Stadt. Ihre Reste liegen im Südwesten des heutigen Iran nahe der irakischen Grenze in der Provinz Chuzestan am Rande der heutigen Stadt Schusch. Susa ist eine der ältesten durchgehend besiedelten Städte der Welt. Die Etymologie des Stadtnamens ist unsicher.
Vom 3. bis zum 1. Jahrtausend v. Chr. war Susa mit kurzen Unterbrechungen Hauptstadt des Reiches von Elam und blieb auch nach dem Untergang dieses Reiches ein bedeutendes urbanes Zentrum. Verschiedene archäologische Ausgrabungen erbrachten reiche Funde. Aufmerksamkeit erregte vor allem der Codex Hammurapi, der schon im Altertum als Beutegut nach Susa verschleppt worden war.
Nach biblischer Überlieferung hat sich der Prophet Daniel während des babylonischen Exils in Susa aufgehalten. In den Erzählungen im Buch Ester spielt der Ort ebenfalls eine wichtige Rolle.

## Lage

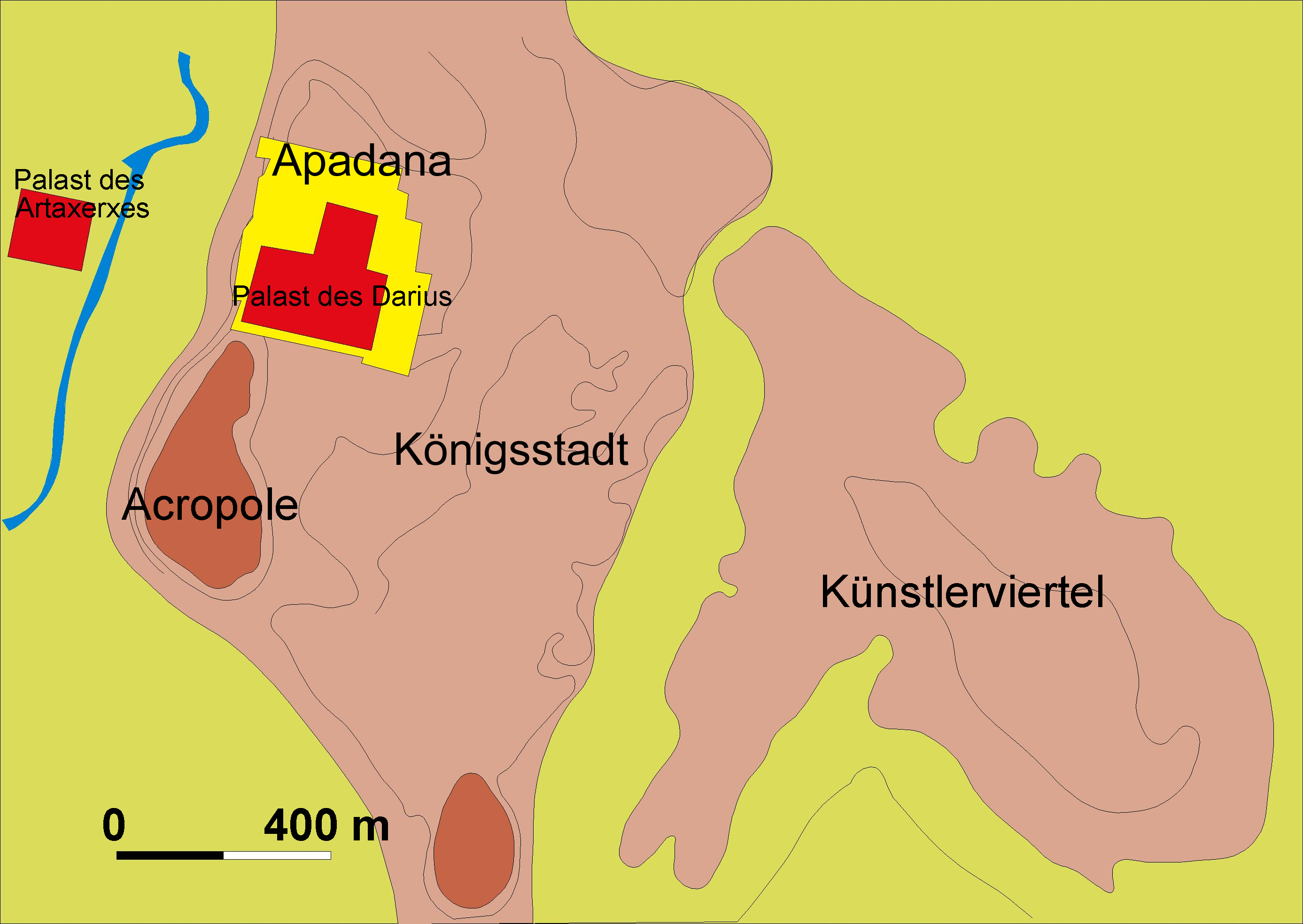
Archäologische Karte Susas

Susa liegt in einer Schwemmlandebene, die reich an Landwirtschaft ist, aber auch als Knotenpunkt im Fernhandel zwischen Iran und Mesopotamien günstig lag, da vor allem weiter nördlich hohe Gebirge beginnen, die nicht leicht zu überqueren sind. Im Süden liegt der Persische Golf nicht weit entfernt. Die eigentliche Stadt lag größtenteils östlich des kleinen Flusses Schaur. Ihre Reste bilden heute meterhohe Schutthügel. Sie erstreckte sich auf einem Gebiet von über einem Quadratkilometer. Das Ruinenfeld wird von zwei Hügeln dominiert.
Nahe am Fluss befinden sich die von den Ausgräbern Apadana (mit Palast und Terrasse im Norden) und Akropolis (Acropole, südlich davon) genannten Stadtteile. Die Akropolis bezeichnet den höchsten Stadthügel und wird in akkadischen Texten als alimelu ‚die hohe Stadt‘, bezeichnet. Dort stand die Zikkurat, die in Texten als der Tempel des Inschuschinak von kizzum erscheint. Die Zikkurat bestand aus verschiedenen Ebenen und enthielt einen hohen Tempel (kukunnum/ulhi) und einen niedrigen Tempel haschtu. Sie lag inmitten eines heiligen Hains, der wiederum von einer reich mit Toren dekorierten Mauer umgeben war. Die Zikkrurat hatte eindeutig auch funerären Charakter. Inschuschinak wird in Texten als Herr des Todes im hohen Tempel bezeichnet.
Der königliche Palast der elamischen Zeit konnte bisher nicht mit Sicherheit lokalisiert werden, doch lag er wahrscheinlich unter dem Palast von Darius I. Im elamischen Palast stand auch ein Tempel, der als kumpum kiduya bezeichnet wurde, was äußere Kapelle bedeutet. Der Name spielt darauf an, dass der Tempel nicht im heiligen Bezirk auf der Akropolis stand.
Um den Palast, aber vor allem im Süden und Osten befinden sich die Ville Royale, die Königsstadt. Hier standen die Wohnbauten der Hofbeamten, die teilweise Ausmaße von eigenen kleinen Palästen hatten. Diese Häuser waren zum Teil mit Bad und Latrinen ausgestattet. Die Bebauung setzte hier um etwa 1700 v. Chr. ein.
Ganz im Osten schloss sich das Künstlerviertel (Chantiers de la Ville des Artisans) an, das bisher nur unzureichend untersucht wurde. Hier standen in der „Handwerkerstadt“ (Ville des artisan) die Häuser und Werkstätten der arbeitenden Bevölkerung. Hier fanden sich auch Grabanlagen aus parthischer Zeit.

## Ausgrabungen

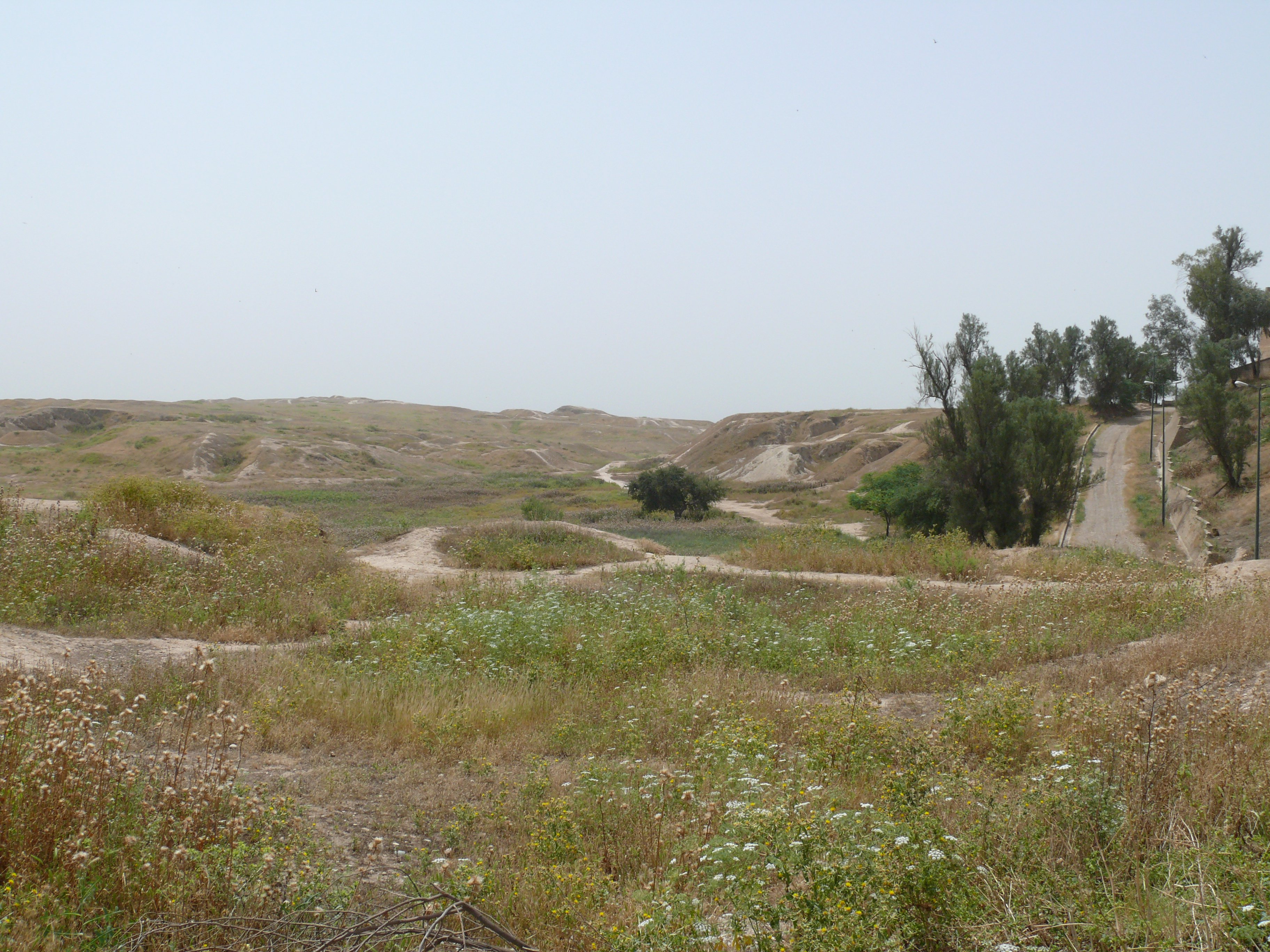
Das Ruinenfeld heute

Der Brite William Kennett Loftus konnte 1851 den Ort als das aus schriftlichen Quellen bekannte Susa identifizieren. 1850 bis 1853 führte er dort auch Grabungen durch. Weitere Untersuchungen fanden 1884 bis 1885 durch Marcel Dieulafoy und seiner Ehefrau Jane Dieulafoy statt, zahlreiche Funde dieser Grabung, darunter zahlreiche bunte Kacheln und ein Bullenkapitel, gelangten in den Louvre. Seit 1897 gruben die französischen Archäologen Jacques de Morgan und sein Assistent Roland de Mecquenem. De Morgan war gelernter Bergmann und trieb Tunnel durch die Haupthügel der Ruinenstadt. Er hielt es für sinnlos, Ziegelstrukturen zu verfolgen. De Morgans Grabungen waren ausgesprochen erfolgreich und erbrachten zahlreiche Funde aus allen Epochen, darunter vor allem auch viele mesopotamischen Kunstwerke, die in Susa aufgestellt waren. Ein Großteil der Architektur ging jedoch wegen der mangelnden Grabungsmethodik verloren. Roland de Mecquenem folgte seinem Lehrer in Susa und grub hier von 1908 bis 1946. Seine Methoden waren ähnlich problematisch, vor allem vernachlässigte er weiterhin Lehmziegelstrukturen, obwohl deren Aufzeichnung und Konservierung in anderen Teilen des Nahen Ostens nun zur Regel geworden war. Seine Fundausbeute war jedoch enorm.
Großflächige Ausgrabungen fanden dann unter Roman Ghirshman statt, der nun auch systematisch Lehmziegelbauten dokumentierte und zahlreiche Pläne vorlegen konnte. Von 1946 bis 1967 grub er in der Ville Royale ein etwa 1 Hektar großes Gebiet aus. Die Ergebnisse erbrachten ab 1965 wertvolle Hinweise zur Stadtplanung. 1966 erreichte er in diesem Grabungsgebiet 15 m tief unter die unterste Schicht und damit jungfräulichen Boden.
Bedingt durch die Größe der Schuttablagerungen, die teils zu früh erfolgten Ausgrabungen und die damit einhergehenden schlechten Dokumentationen ist es nur schwer möglich, die einzelnen Bauwerke und die Stadtentwicklung zu rekonstruieren. Der Bereich des Inšušinak-Heiligtums auf der Akropolis wurde zwar ausgegraben und dort wurden auch die reichsten Funde gemacht, die sicherlich dem Tempel zuzuordnen sind, die architektonischen Reste wurden jedoch bei den frühen Ausgrabungen von de Morgan oftmals vollkommen übergangen.
Vor allem die ältesten Schichten liegen teilweise bis zu 20 Meter unter dem heutigen Boden und wurden nur an einigen Stellen freigelegt. Es konnten stellenweise über 25 archäologische Schichten unterschieden werden. Auch die jüngeren, oberen Schichten aus der seleukidischen, parthischen, sassanidischen und islamischen Zeit wurden oftmals einfach ohne gewissenhafte Dokumentation abgeräumt, weil sie für die frühere und auch spätere Forschung von geringem Interesse waren.

## Die vorgeschichtliche Stadt

### Periode Susa I (4000–3800 v.Chr.)

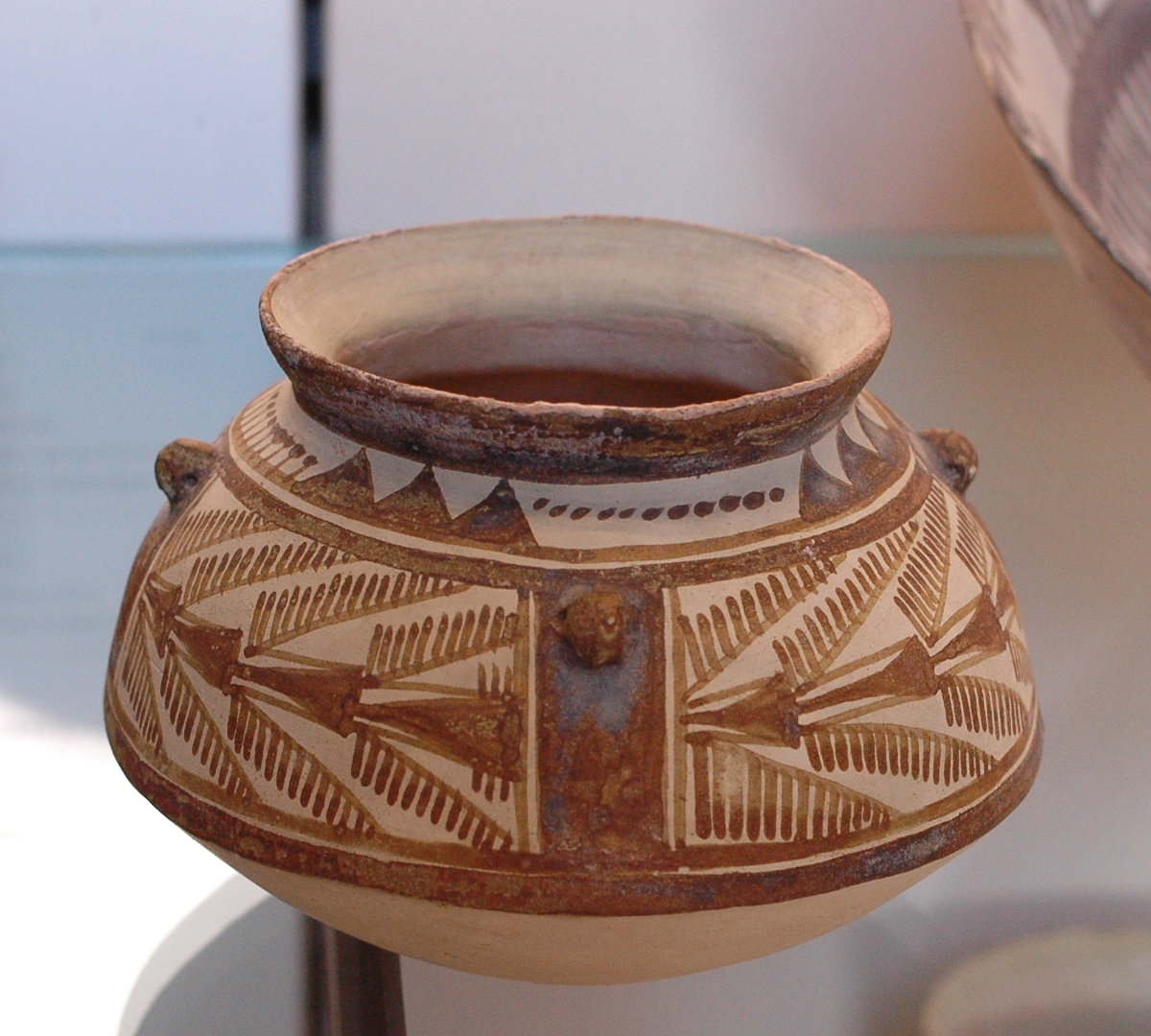
Buntkeramik aus Susa 1

Ab ca. 4000 v. Chr. wird mit einer festen Siedlung gerechnet. Zur Periode I (oder Susa I) gehören die Schichten 27 bis 23 von Susa. Entsprechende Siedlungsreste, die als Susa IA (oder Susa A) bezeichnet werden, wurden auf der Akropolis und dem Apadana gefunden. In anderen Stadtgebieten wurden bisher keine so frühen Funde gemacht. Die Stadt auf der Akropolis nahm ein Gebiet von circa 7 Hektar, die im Apadana von circa 6,3 Hektar ein. Im Apadana konnte ein massives Gebäude ausgegraben werden, das vielleicht einem Fürsten gehört hatte.
Auf der Akropolis war etwa gleichzeitig eine massive 1,7 Meter hohe und 7 × 12 Meter große Plattform errichtet worden. In und um diese Plattform sollen etwa 2000 reich mit kunstvoll verzierter Keramik ausgestattete Gräber gefunden worden sein. Die Bestattungen lagen dicht bei dicht und zum Teil übereinander. Die Leichen fanden sich ausgestreckt. Mehrere Keramikgefäße als Beigaben waren die Regel. Daneben fanden sich als Beigaben insgesamt 55 Kupferäxte und 11 Kupferscheiben. Vier waren durchbohrt und mögen an einer Kette gehangen haben. Die Bemalung der Keramik, oftmals in geometrischen Formen, stellt einen ersten Höhepunkt des Kunstschaffens dieser Gegend dar. Aus dieser Periode stammen auch verschiedene Tierfiguren aus hellem Ton, die oftmals mit braunen Flecken dekoriert sind. In der Periode Susa IB wurde darüber eine weitere Plattform eventuell mit Tempelbauten errichtet. Sie war etwa 70 × 65 Meter groß, etwas über 10 Meter hoch und mit Keramikkegeln dekoriert.

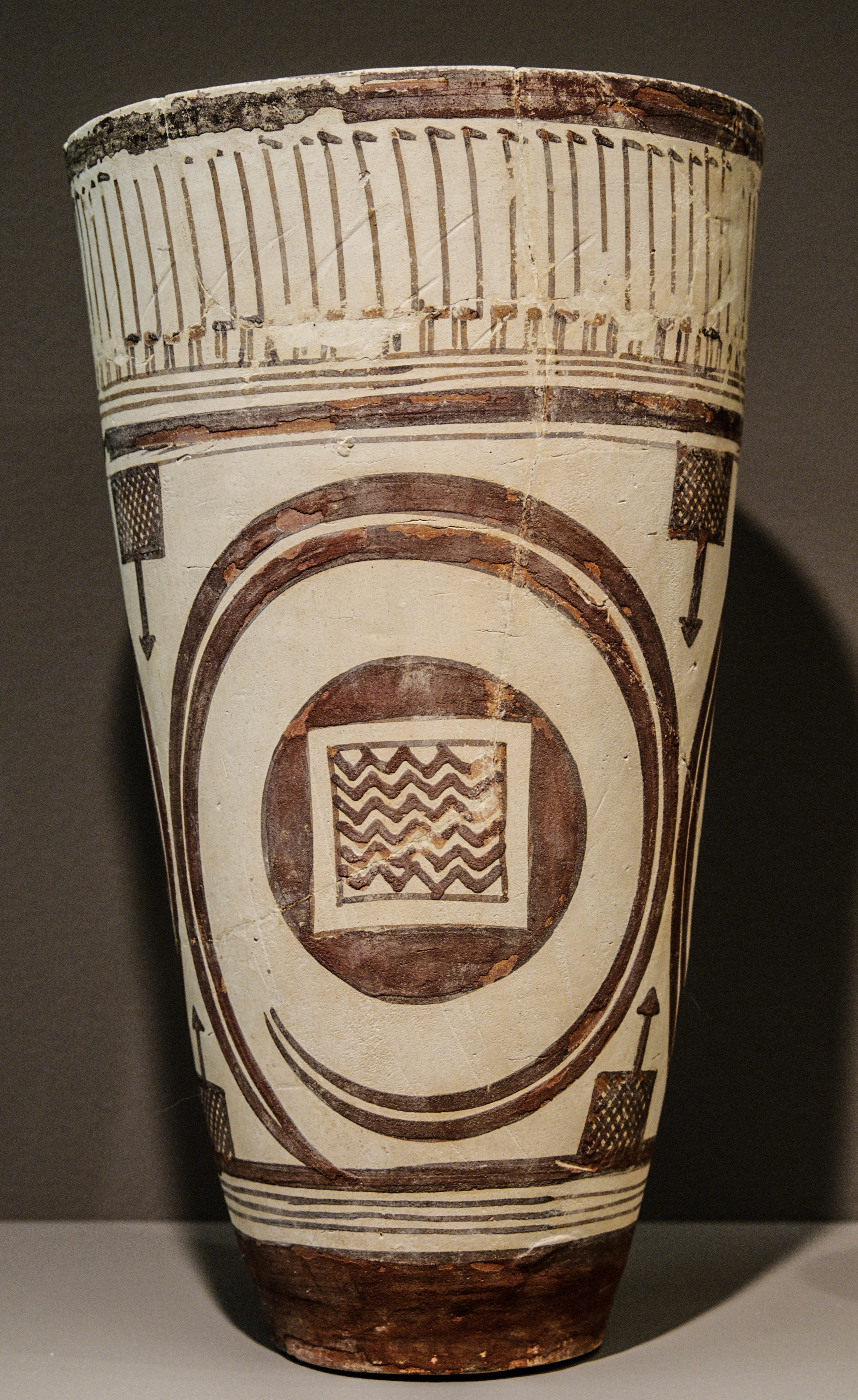
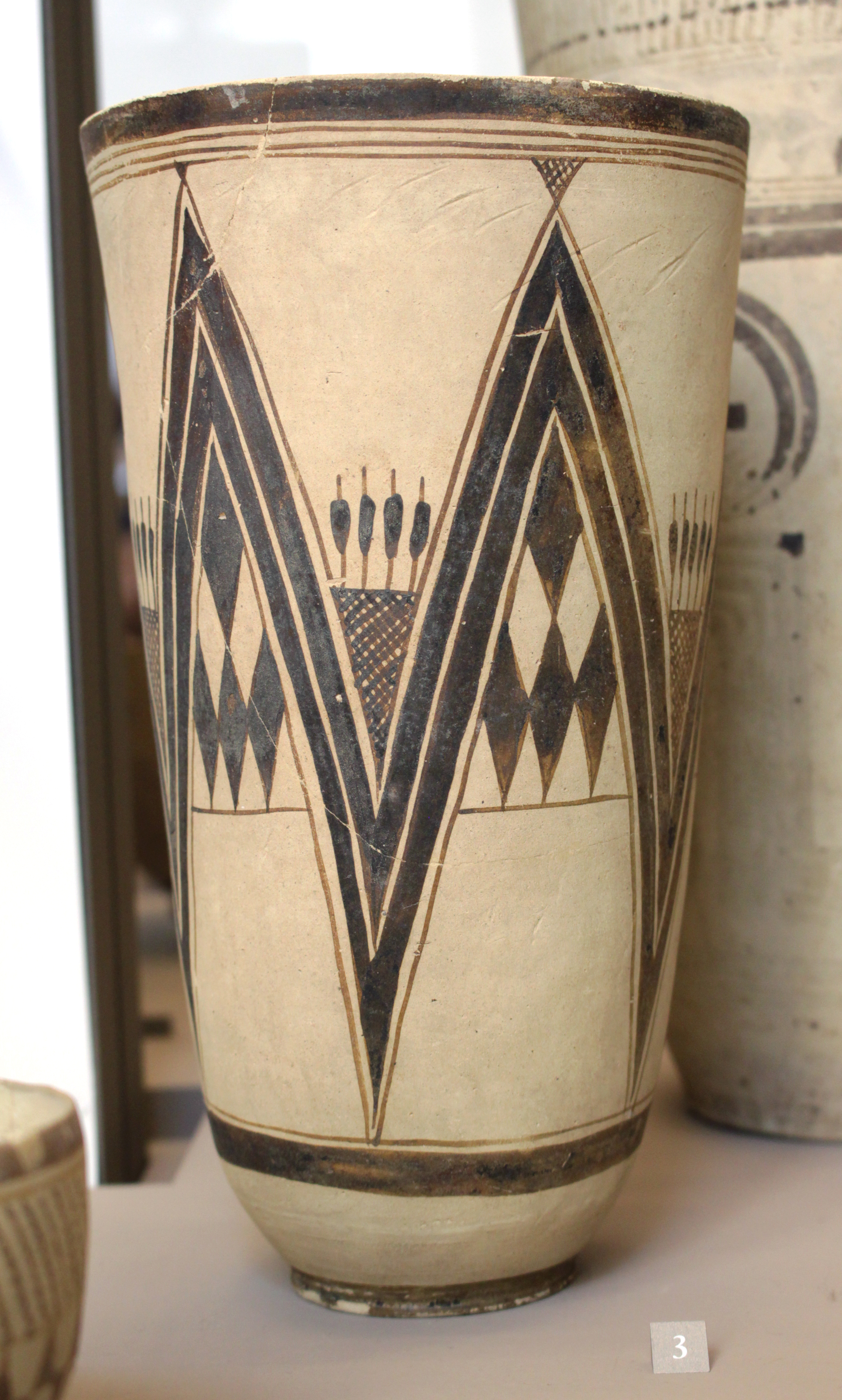
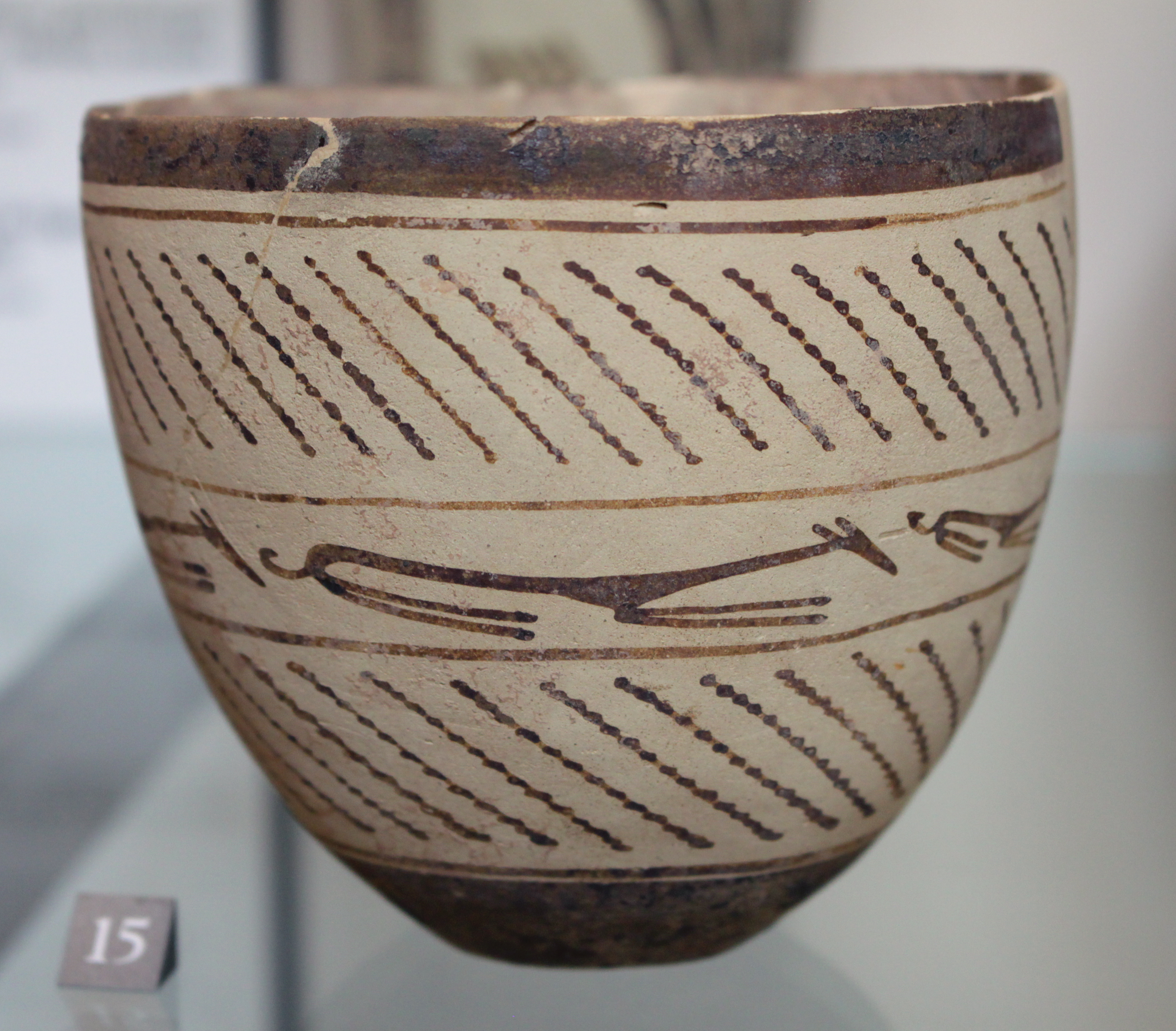
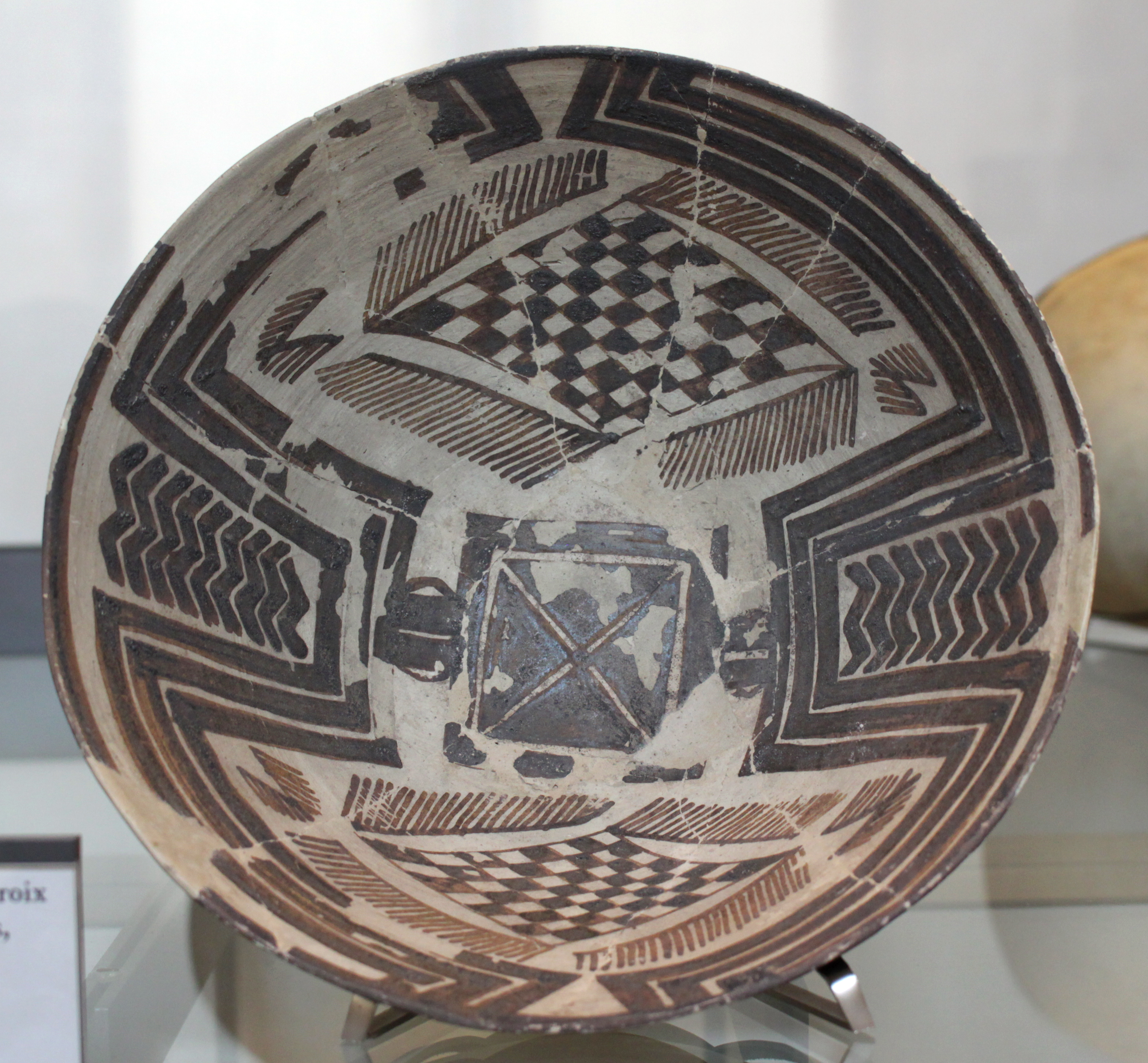
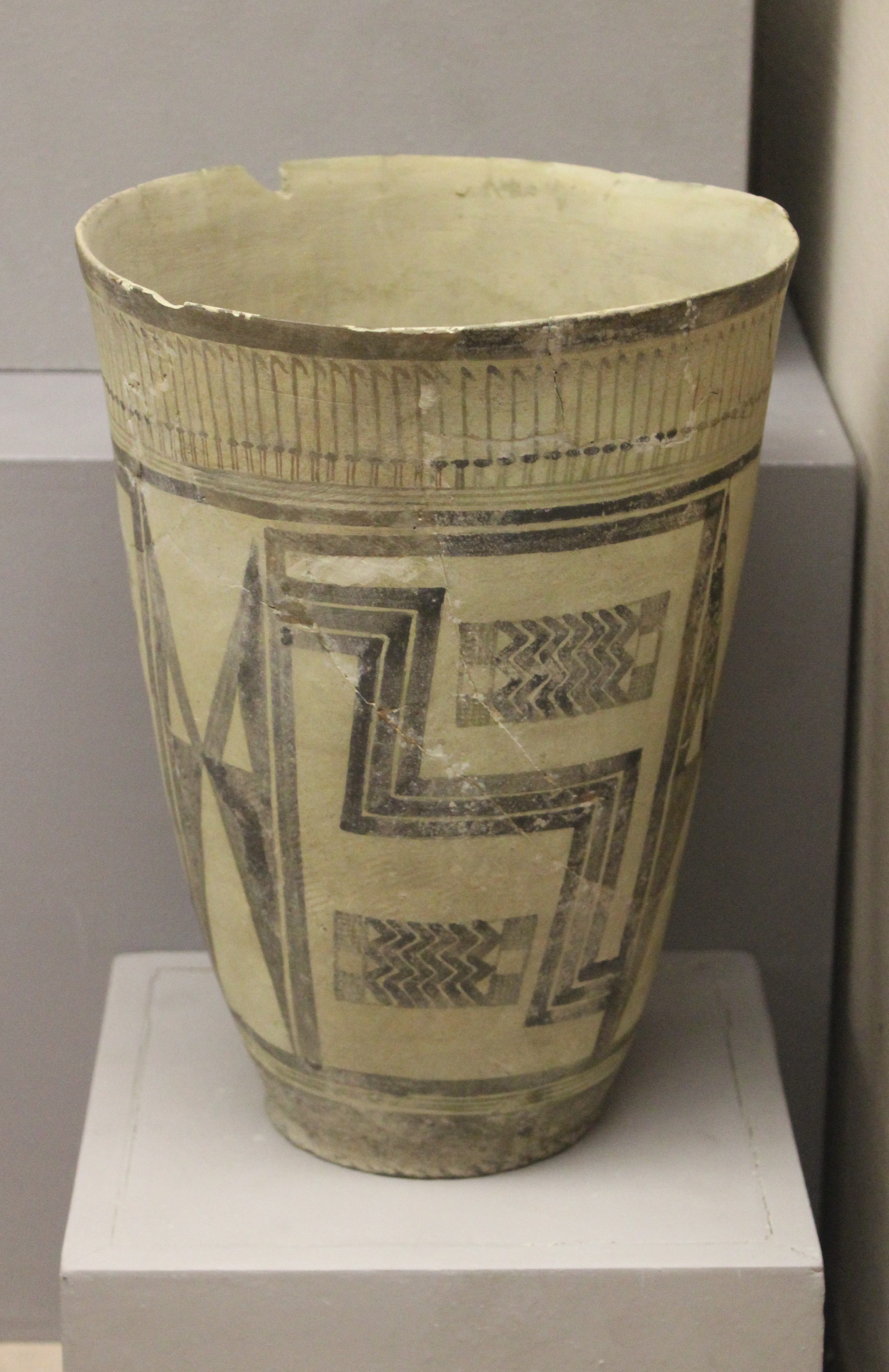

Keramik aus Periode Susa I

### Periode Susa II (3800–3100 v.Chr.)
Diese Periode dauerte von etwa 3800 bis 3100 v. Chr. Die Stadt wuchs auf circa 25 Hektar an. Neben den weiterhin bebauten Stadtteilen der Akropolis (mit den Schichten 22 bis 17 der Periode II) und Apadana entwickelte sich auch eine Unterstadt, die reinen Wohnzwecken diente. Die Größe der verwendeten Ziegel änderte sich und ein neuer Keramikstil taucht auf. Dies scheint eine neue Kulturphase anzudeuten. In dieser Zeit erscheinen die ersten Siegelabrollungen sowie Tontafeln, auf denen Zahlen vermerkt sind. Die Siegelabrollungen zeigen teilweise figürliche Szenen. Es ist starker mesopotamischer Einfluss zu beobachten, der so weit geht, dass einige Forscher annehmen, dass in Susa und Elam Leute von dort einwanderten.
Aus dieser Zeit stammen zwei Depotfunde von der Akropolis. Das erste Depot enthielt 17 Statuetten aus verschiedenen Materialien und zahlreiche Perlen. Das zweite Depot enthielt vor allem Alabastergefäße, viele von ihnen in zoomorphorer Formen. Die Funktion dieser Depots ist unsicher. Es wurde jedoch vorgeschlagen, dass es sich um Gründungsgruben für ein vergangenes Gebäude handelte.
Objekte aus den Depots:

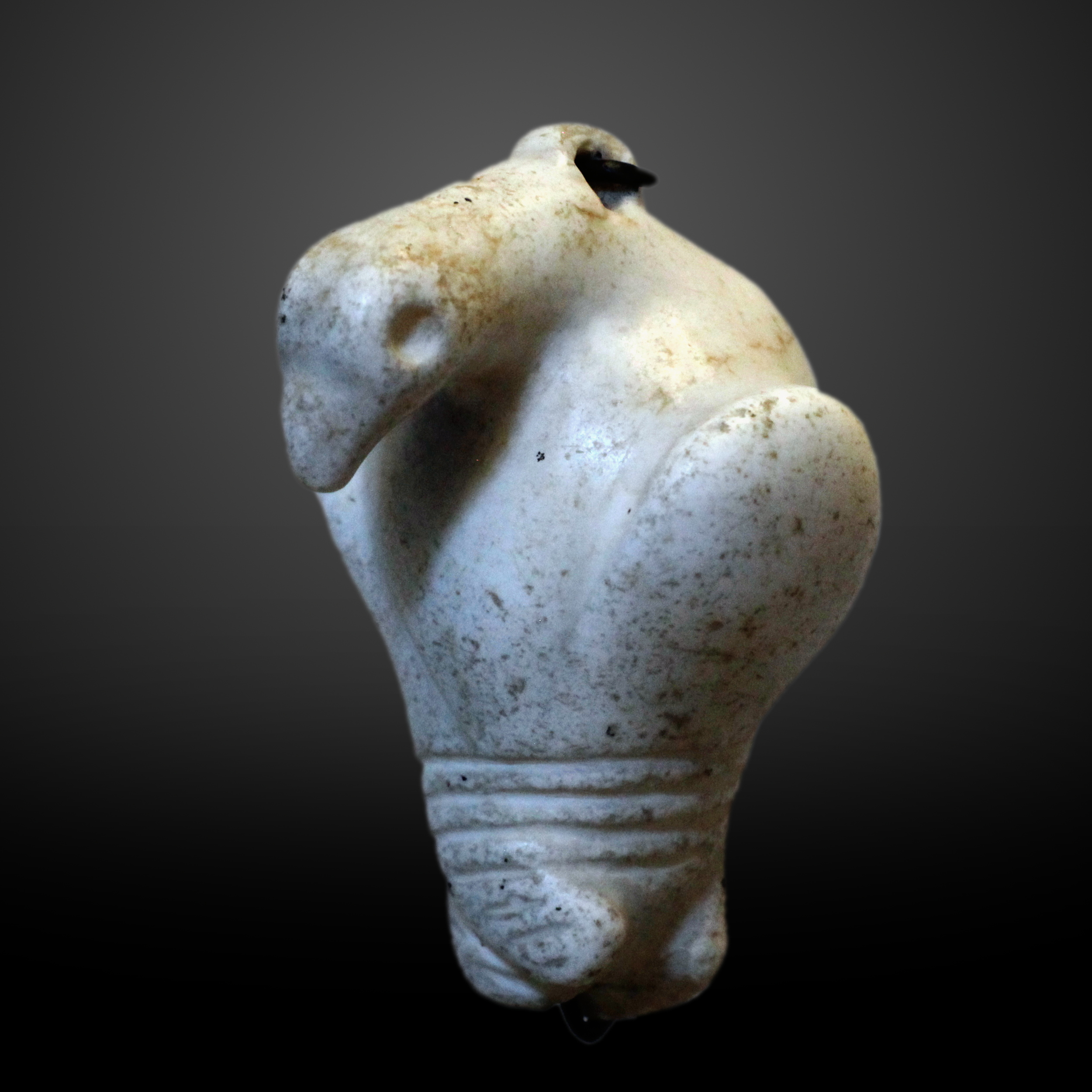
Erstes Depot
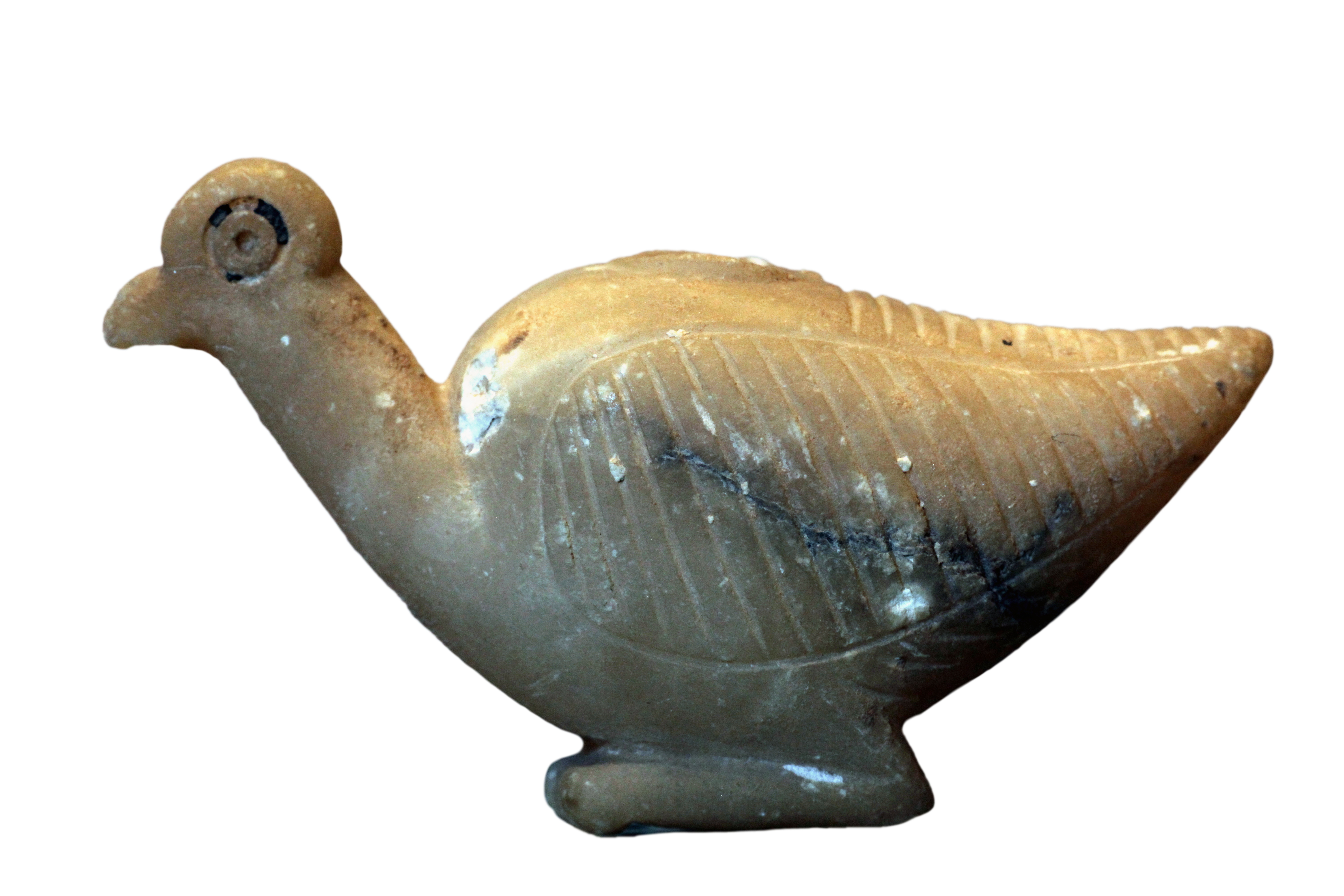
Zweites Depot

## Susa als Hauptstadt von Elam

### Periode Susa III (3100–2700 v.Chr.)
Diese Periode wird um 3000 (bzw. etwa 3100 bis 2700) v. Chr. angesetzt. Die Stadt scheint zum Teil verlassen worden zu sein. Besiedlungsreste wurden bisher nur auf der Akropolis gefunden. Die wichtigsten Funde (Schichten 16 bis 13) stellen etwa 1.550 Tafeln mit protoelamischer Schrift dar.
Auf der Akropolis stand zu dieser Zeit ein Tempel. Zwar ist kein Bau erhalten, es wurden jedoch Statuen und dekorierte Steinplatten gefunden, die zu der Dekoration und Ausstattung eines Tempels gehört haben dürften. Aus dieser Zeit stammt ein Hortfund von Siegelabdrücken und in der Königsstadt konnte ein Friedhof mit hunderten von Bestattungen ausgegraben werden. Die Grabanlagen waren stark gestört, enthielten einst jedoch reiche Beigaben, wie Keramik und Waffen. In einem Grab befanden sich sogar die Reste eines vierrädrigen Wagens. In Susa wurden besonders viele Chloritgefäße ausgegraben, die im Osten Irans produziert wurden und nach Mesopotamien und in die ganze Region des persischen Golfes exportiert wurden. Sie belegen den damaligen Wohlstand.

### Periode Susa IV A (2600–2400 v.Chr.)

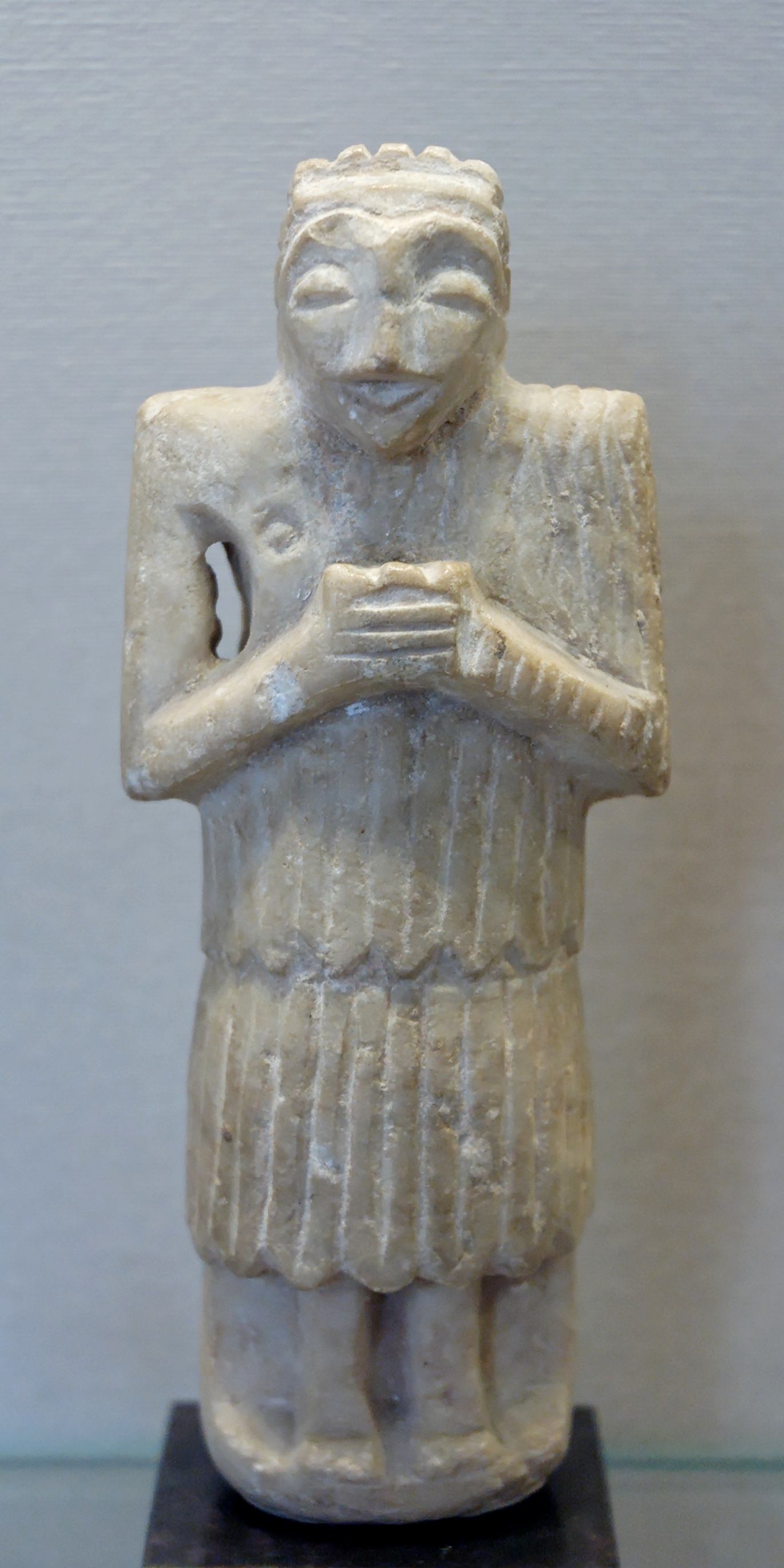
Beterfigur aus Phase IVA

Die Siedlungsperiode Susa IV (Schichten 12 bis 7) wird in zwei Phasen geteilt: Susa IVA von etwa 2600 bis 2400 v. Chr. und Susa IVB von etwa 2400 bis 2100 v. Chr. Susa war zunächst unter dem Herrschaftsbereich von Elam. Aus Susa stammt eine Keilschrifttafel, die 12 Könige von Awan und 12 Könige von Schimaschki (Šimaški) nennt. Der achte König von Awan trägt einen mit Susa gebildeten Namen: Šušun-tarana. Seine Nachfolger Napil-ḫuš und Hišep-Ratep kämpften gegen die Akkader, Sargon und Rimusch.

### Periode Susa IV B (2400–2100 v.Chr.): Die akkadische Stadt
Die Stadt wurde in dieser Zeit Teil des akkadischen Reiches. Susa war weiterhin von großer Bedeutung, doch sind archäologisch nur wenige Reste erhalten. In der Apadana wurden nur Keramikreste und Bronzeobjekte in Gräbern, die in diese Zeit zu datieren sind, gefunden. Auf der Akropolis befand sich ein Gebäude mit überwölbten Räumen, bei dem es sich vielleicht um einen Speicher handelte. In der Königsstadt wurden Reste von Wohnbauten und Gräbern ausgegraben. Die Stadt nahm zu dieser Zeit eine Fläche von circa 46 Hektar ein. Das Fundgut, beispielsweise die Keramik, aber auch die Darstellungen auf den Zylindersiegeln belegen akkadischen und mesopotamischen Einfluss. Aus dieser Periode stammen circa 60 weibliche Tonfiguren, die mesopotamischen Einfluss zeigen, aber auch elamitisch im Stil sind. Handel mit der Induskultur ist durch ein Indussiegel und ein Indusgewicht belegbar.

### Puzur-Inšušinak (um 2100 v.Chr.)
Nach dem Untergang des akkadischen Reiches wurden Elam und Susa wieder unabhängig. In dieser Zeit regierte Puzur-Inšušinak, bei dem es sich um den ersten besser bekannten elamitischen Herrscher handelt. Er stammte aus Awan und eroberte und befreite Susa von der akkadischen Herrschaft. Diverse Texte sind von ihm erhalten, einige davon in der elamischen Linearschrift, von der 17 Textbeispiele aus Susa stammen, nur zwei weitere von anderen Orten.
Puzur-Inšušinak, der letzte als „König von Awan“ geführte Herrscher in der Königsliste von Susa, bezeichnete sich als Ensi von Susa und berichtete von Tempelbauarbeiten in der Stadt, die sich aber bisher archäologisch nicht erfassen lassen. So berichtete er von der Aufstellung einer Statue am Tor des Inšušinak-Tempels, einer Treppe und von anderen Stiftungen für diesen Tempel und richtete eine Gedenkfeier für einen Tempel des Sugu aus.

### Neusumerische Zeit (UrIII, 21.Jh. v.Chr.)
Auch die nachfolgende Periode ist archäologisch nur schwer in der Stadt belegbar, da sie sich vor allem materiell wenig von den vorangehenden Perioden unterscheidet. Immerhin erbrachten die Ausgrabungen zahlreiche Zylinder- und Stempelsiegel, die offensichtlich in diese Periode zu datieren sind. In der Zeit des neusumerischen Reiches war Susa Teil dieses mesopotamischen Staates. König Schulgi erbaute oder erweiterte einen Tempel des Ninhursag. Er baute auch am Tempel Inšušinak. Dies ist wiederum hauptsächlich durch Inschriften bezeugt. In der Regierungszeit des Ibbi-Sin wurde Susa wieder befreit. In der Königsstadt konnte ein Wohnhaus ausgegraben werden, das dem Schreiber Igibuni gehörte und in dem Teile seiner Urkunden gefunden wurden.

Objekte mit Namen des Puzur-Inšušinak aus Susa, Indussiegel:

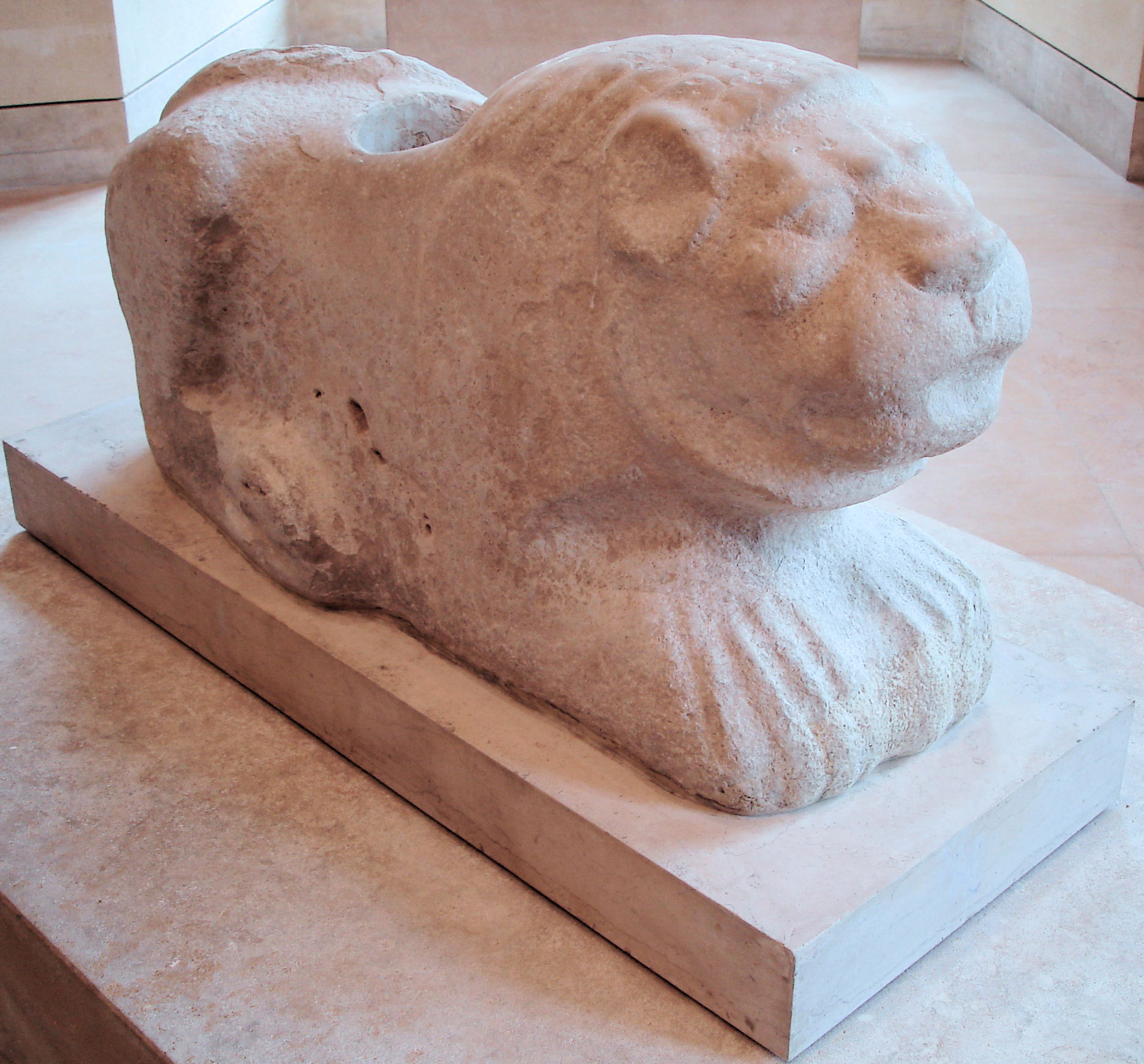
Löwe des Puzur-Inšušinak
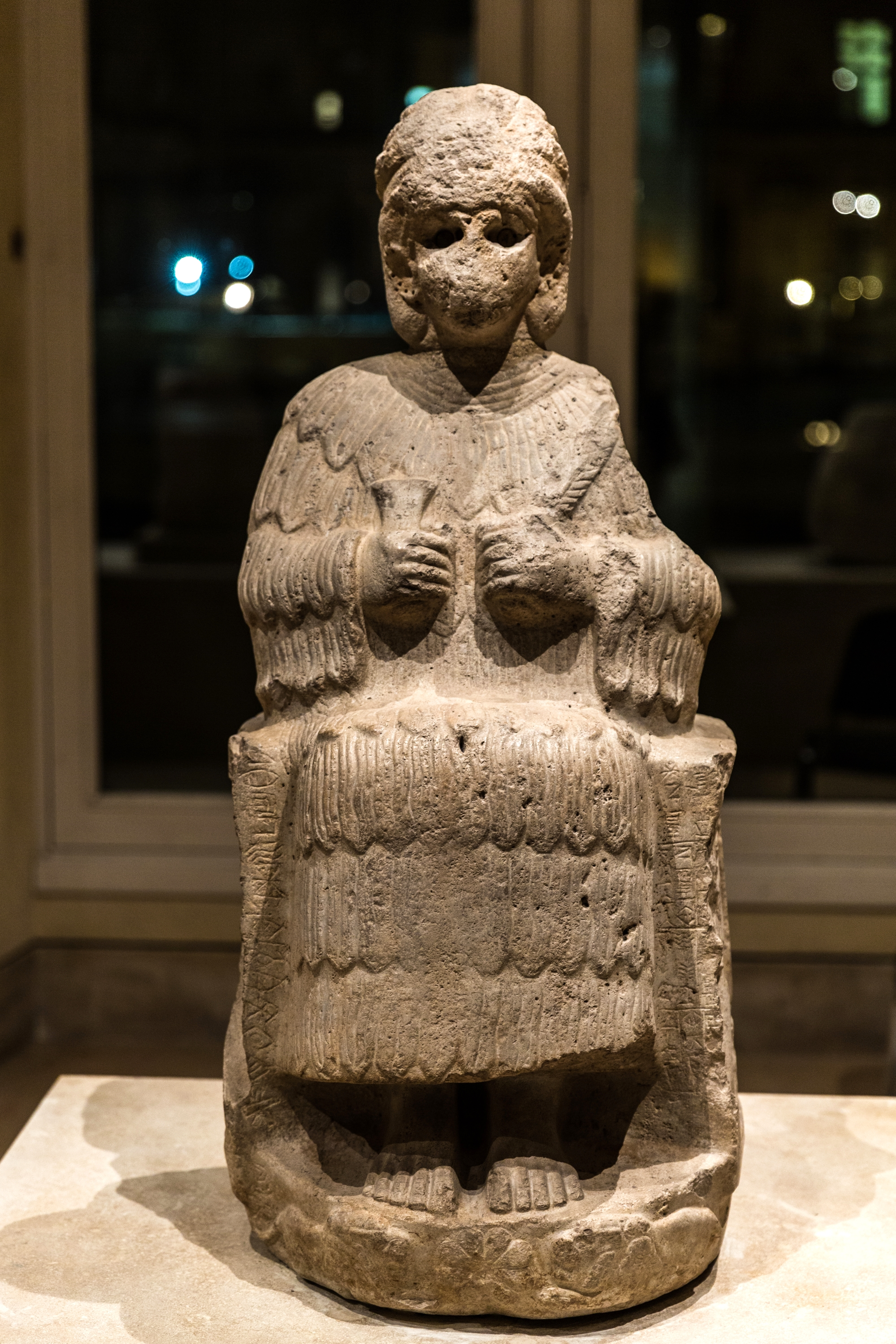
Statue der Narundi
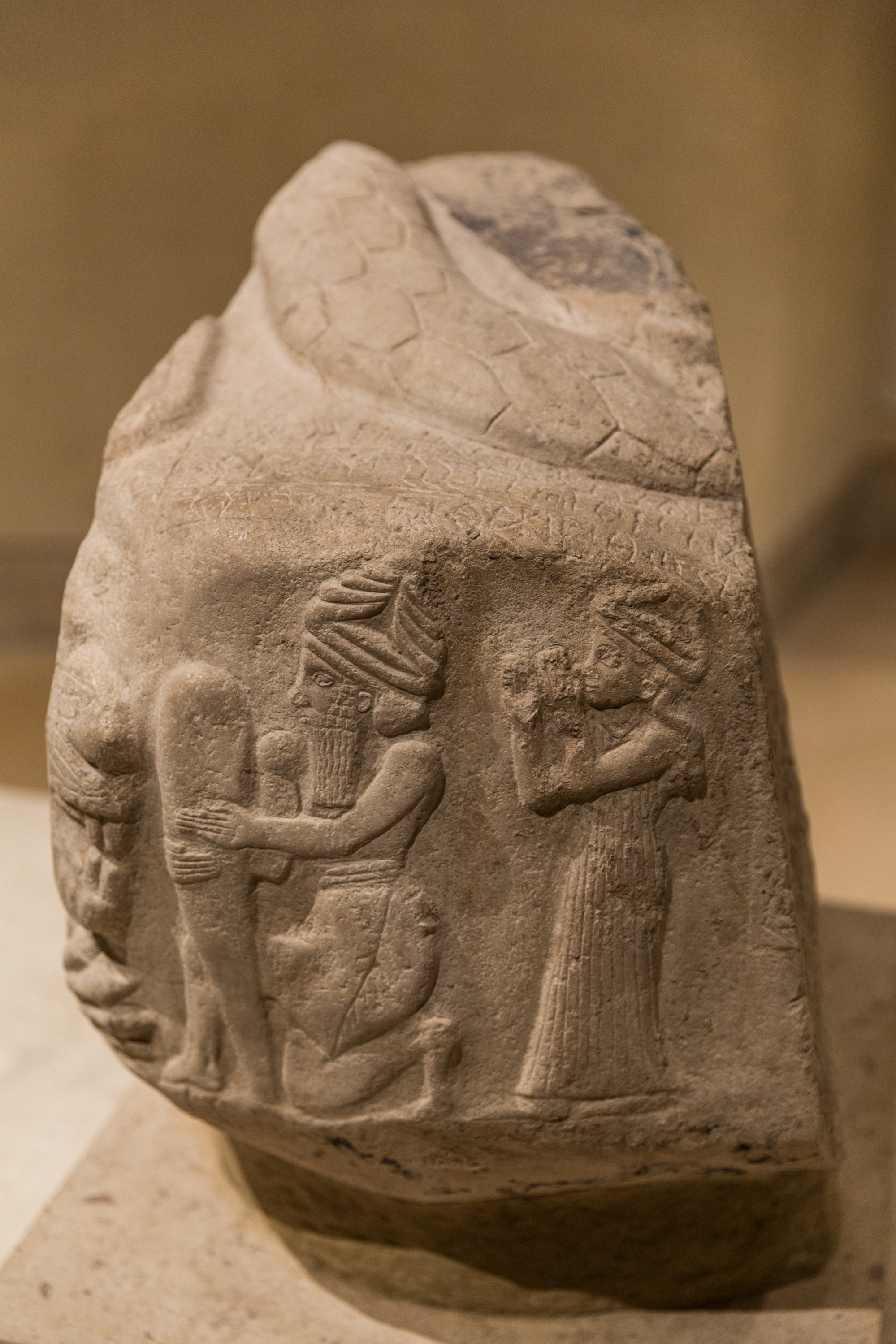
Dekorierter Stein, unbekannt Funktion
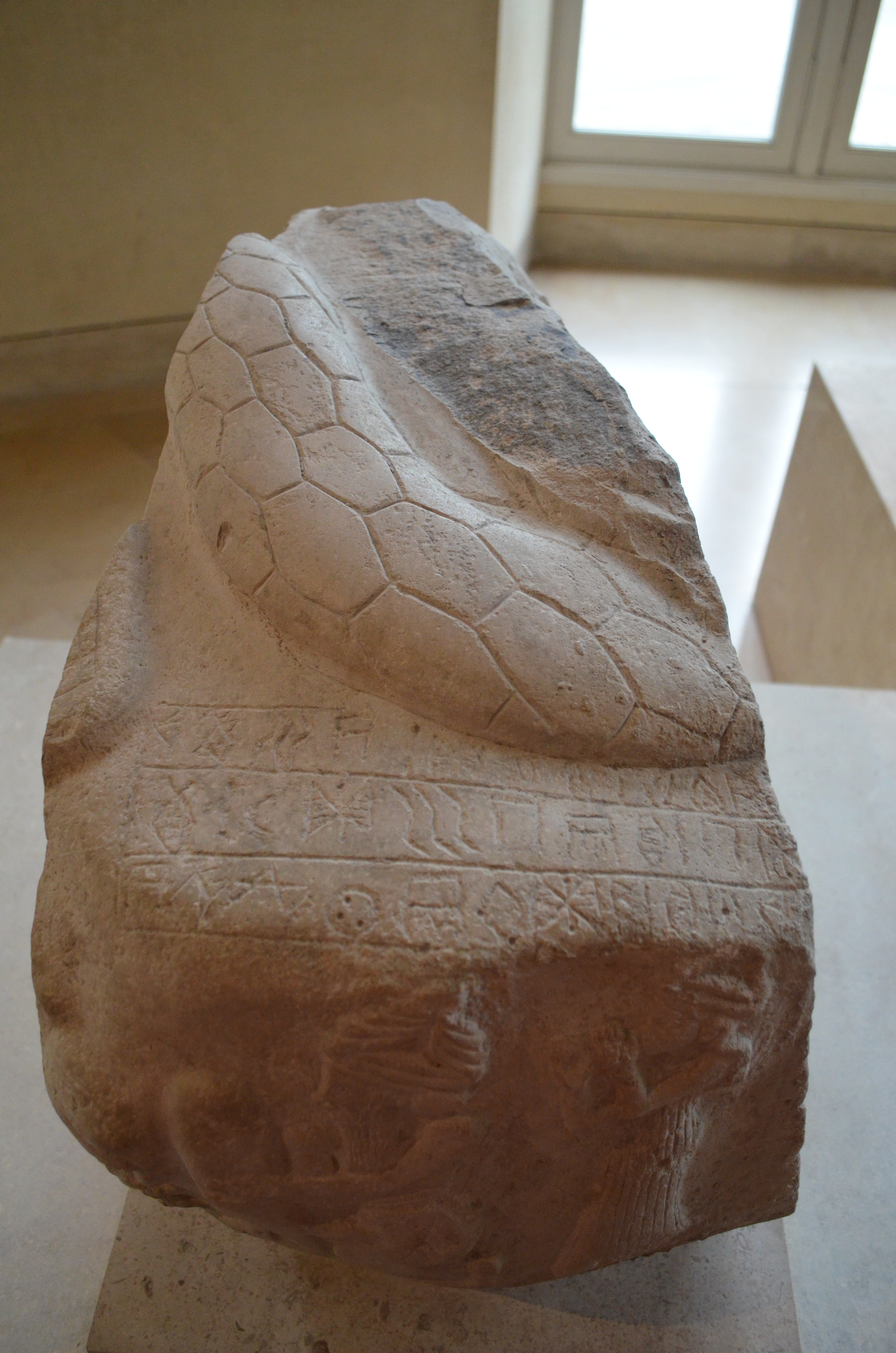
Dekorierter Stein, Darstellung von Schlange auf Oberseite
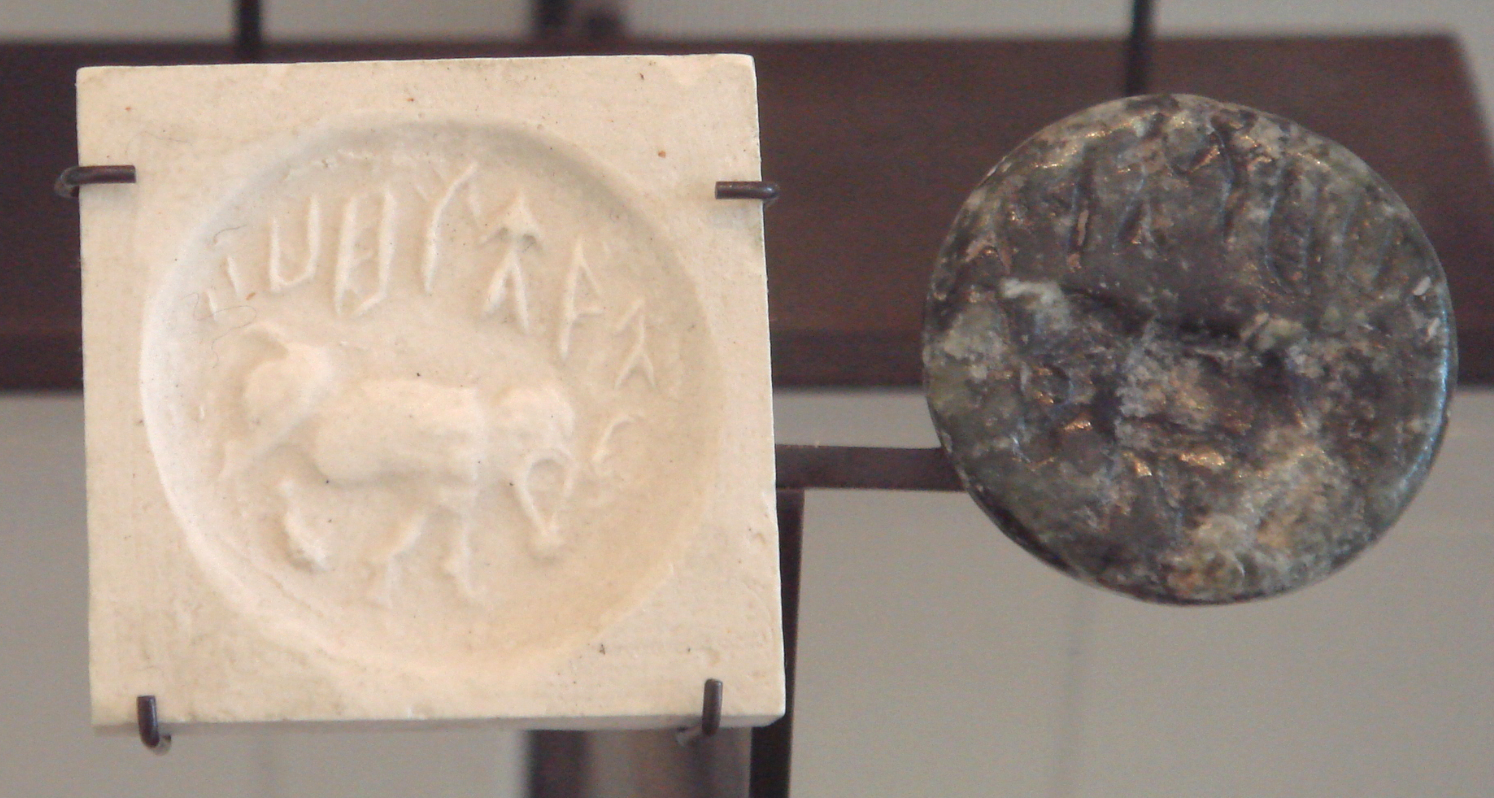
Siegel der Induskultur

### Dynastie von Schimaschki (20.Jh. v.Chr.) und Zeit der Ebartiden (1900–1500 v.Chr.)

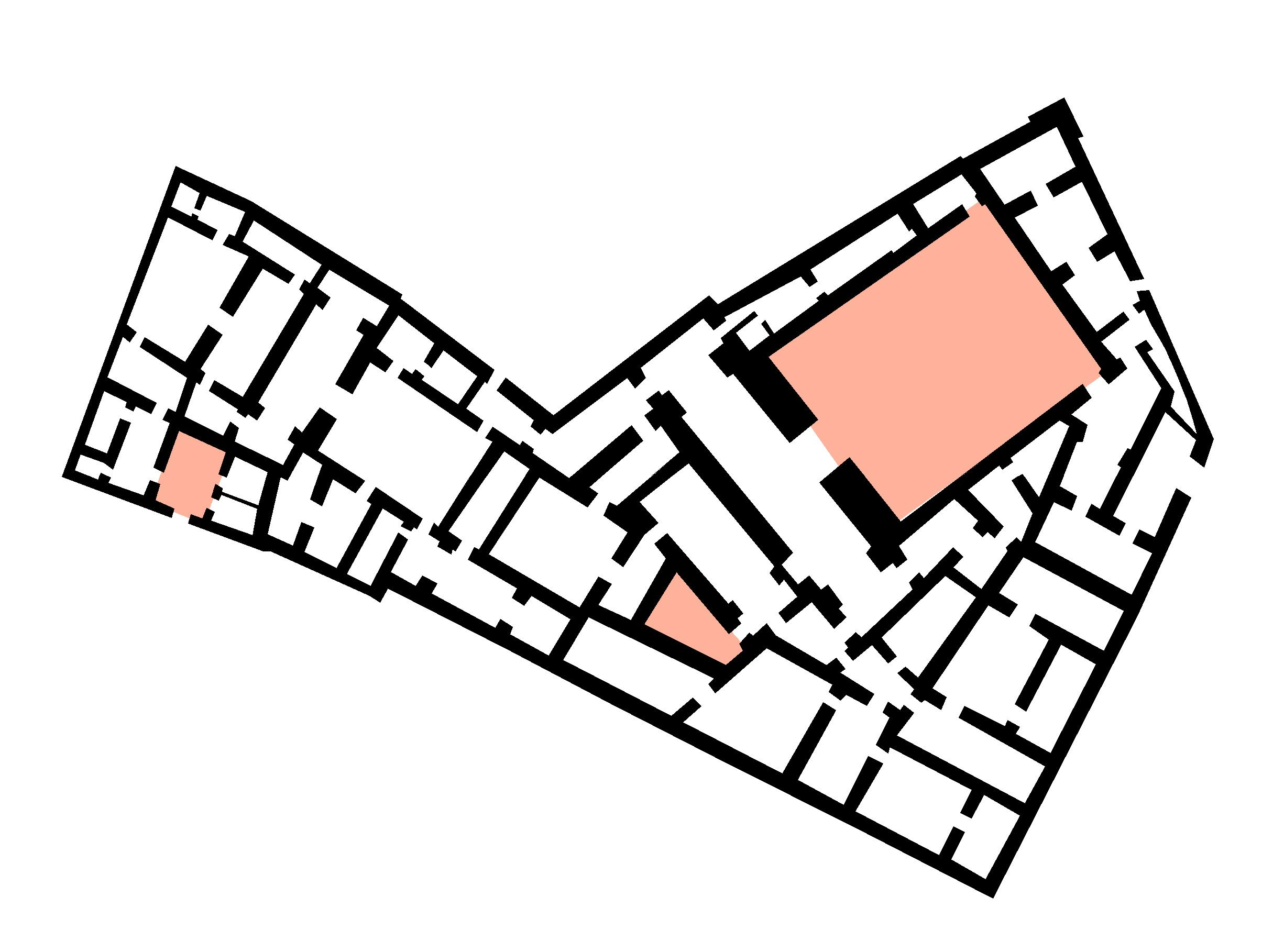
Großes Haus in der Königsstadt

Aus dieser Periode ist wenig bekannt. Die Herrscher trugen den Titel Sukkalmahs, was etwa Großwesir bedeutet, und standen in engem Kontakt mit Mesopotamien. Von der Königsstadt gibt es einige bedeutende architektonische Reste. Dort stand ein großes Haus mit mehreren Höfen. Inschriften berichten von Tempelbauten, die die Herrscher errichteten, von denen jedoch nichts erhalten ist. Aus dieser Zeit stammen zahlreiche Zylindersiegel, die Verbindungen zu anderen Regionen zeigen. Ein Siegel ist in Babylon oder Mari produziert und dann in Susa beschriftet worden. Anatolische Stilelemente sind auch zu finden.
Vor allem aus dieser Periode stammen Belege, dass Susa besonders mit Dilmun (Bahrain) Handel trieb. So wurden in der Stadt vier typische Dilmunsiegel und sechs weitere Siegel, die offensichtlich Kopien von Dilmunsiegeln waren, gefunden. Schließlich gibt es eine Tontafel mit einem Vertrag, die mit einem Dilmunsiegel gestempelt war. Ein weiterer Text hat die Lieferung von Silber durch Leute aus Dilmun zum Inhalt.

### Mittelelamische Periode (1500–1100 v.Chr.)

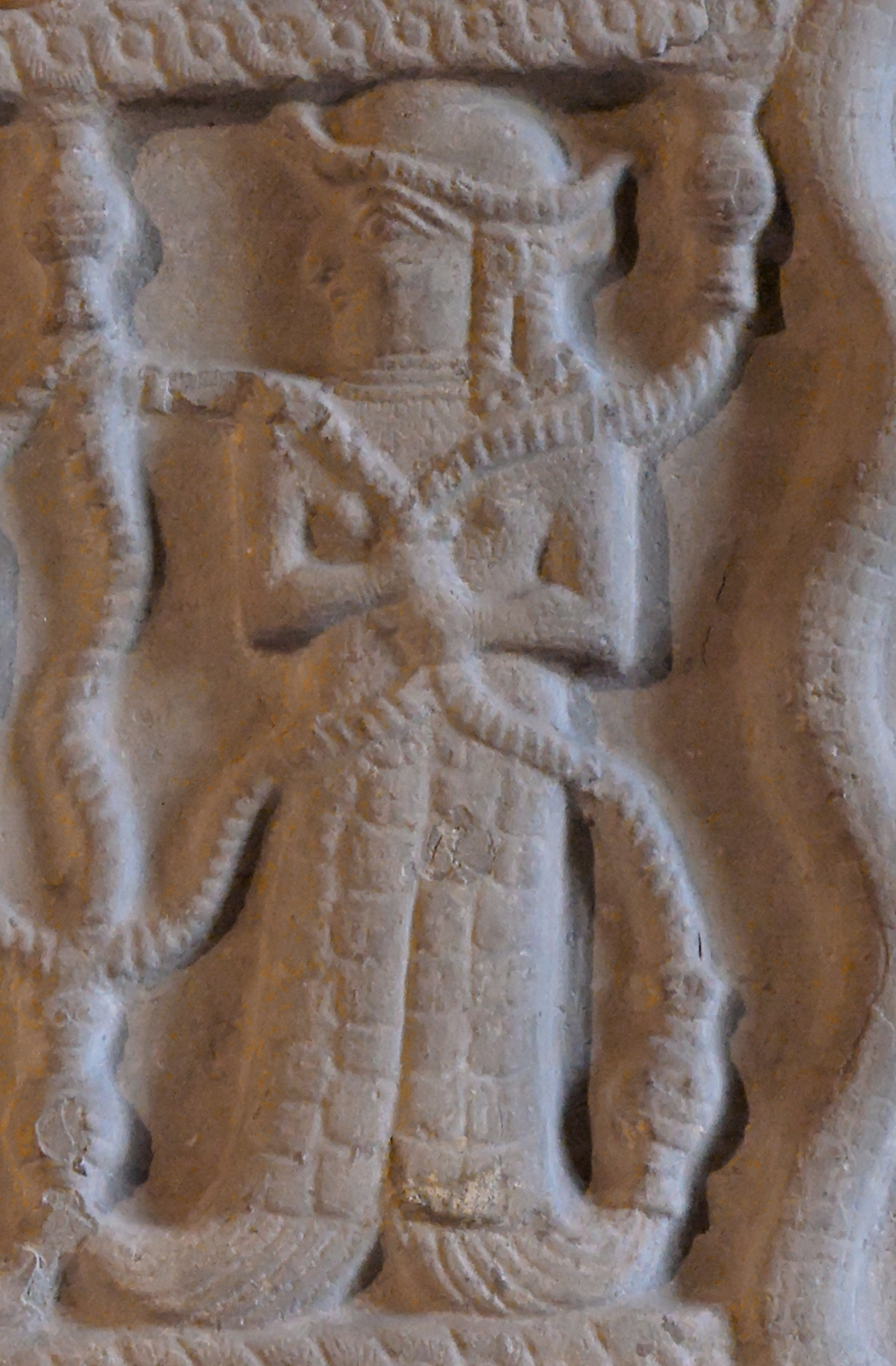
Stele des Untasch-Napirischa, Gottheit im dritten Register

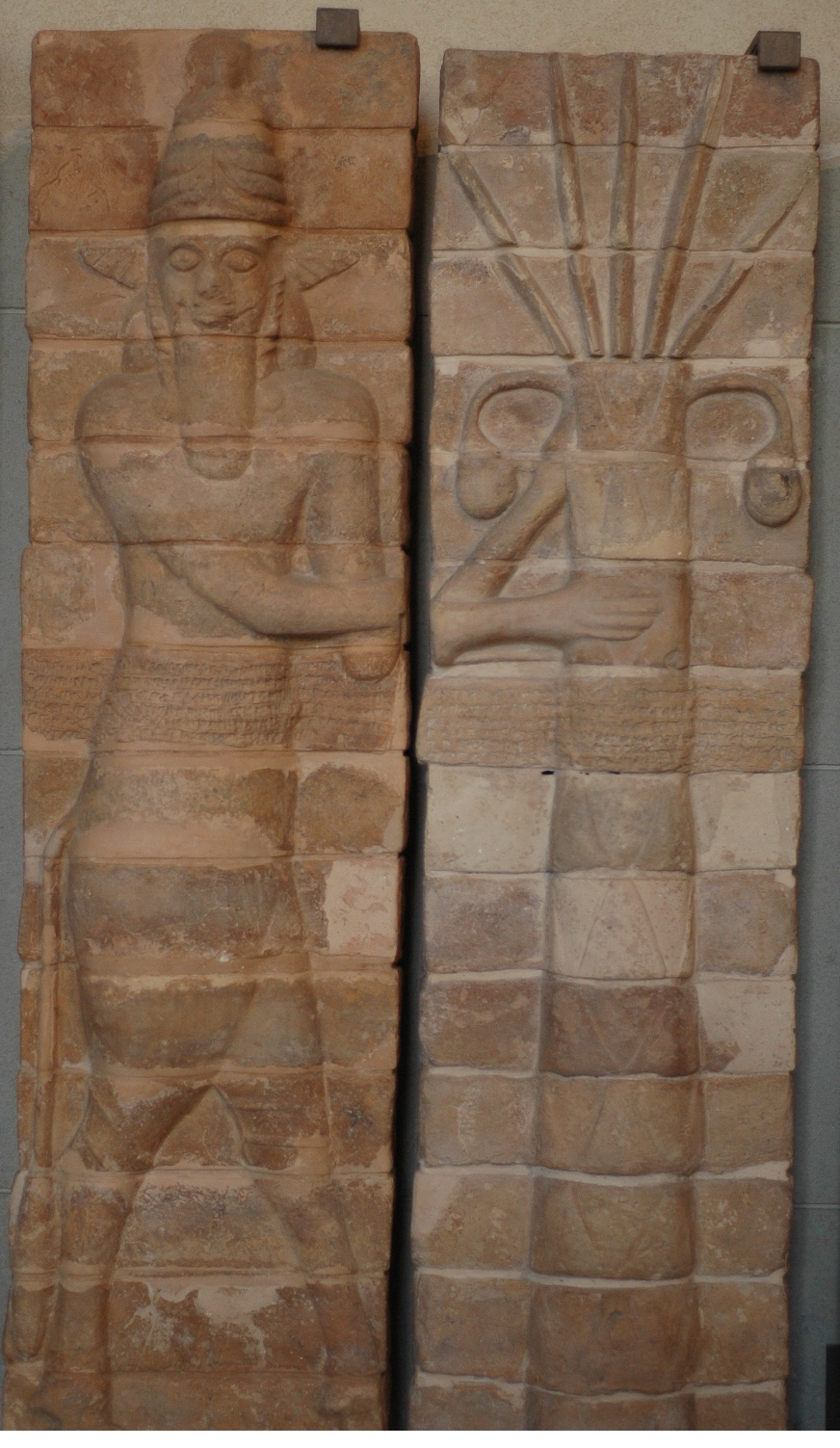
Relief eines Baues des Šilhak-Inšušinak

Die auf die Altelamische Periode (2700 bis 1500 v. Chr.) folgende Zeit von circa 1500 bis 1000 v. Chr., genannt Mittelelamische Periode, ist die Blütezeit Elams. Susa war, mit einer kurzen Unterbrechung, weiterhin die Hauptstadt des Reiches, doch ist wiederum durch die späteren Überbauungen nur wenig aus dieser Zeit erhalten. In der Königsstadt legten Archäologen ein großes, fast quadratisches Gebäude frei, in dem etwa 50 nackte weibliche Figuren gefunden wurden, bei denen es sich wahrscheinlich um Fruchtbarkeitsidole handelt.
Von Inschriften sind wiederum Tempelbauten bekannt, die archäologisch bisher nicht fassbar sind. Tepti-ahar, der im Zeitraum von 1500 bis 1400 v. Chr. regierte, errichtete in Susa einen E.DU.A genannten Bau, der dem Inšušinak geweiht war. Untasch-Napirischa war wahrscheinlich der größte Baumeister in der Stadt, doch stammen die Belege zu seiner Bautätigkeit also aus späterem Kontext. Ein herausragender Fund und eines der Hauptwerke elamischer Kunst ist die fast lebensgroße Bronzestatue der Napirasu, Gemahlin des Untasch-Napirischa. Sie befand sich einst in dem Tempel des Ninhursag auf der Akropolis. Überhaupt gibt es verschiedene Fragmente, wie solche von Statuen des Untasch-Napirischa, die dessen rege Bautätigkeit unterstreichen, obwohl er mit Tschoga Zanbil eine neue Hauptstadt baute. Von dem König gibt es auch die Fragmente einer rekonstruierten, einst etwa 2,62 Meter hohen Stele, die in 4 Register geteilt ist. Sie zeigt den König im oberen vor Inšušinak, der auf einem Thron sitzt. Im zweiten Register sieht man drei Figuren, den König, seine Gemahlin Napirasu und die Priesterin U-tik, die vielleicht die Mutter des Herrschers war. Das dritte Register zeigt zwei Gottheiten und im vierten und letzten Register sieht man zwei Männer mit Rinderfüßen und Geweihen. Die vier Register werden von zwei Schlangen gerahmt. Die Darstellungen sind stark von mesopotamischen Vorbildern beeinflusst.
Šutruk-Nahhunte II. (etwa 1185–1155 v. Chr.) gilt als einer der bedeutendsten Herrscher von Elam und er scheint die Stadt durch mehrere Bauten, beispielsweise eine dem Inšušinak geweihte Säulenhalle, geschmückt zu haben. Šutruk-Nahhunte ist aber vor allem durch seine Feldzüge in Mesopotamien bekannt, bei denen er zahlreiche Monumente raubte und nach Susa brachte. Es handelt sich unter anderem um Statuen und Stelen. Hier ist vor allem der Codex Hammurapi zu nennen, der bei modernen Ausgrabungen in der Stadt gefunden wurde. Andere wichtige Monumente sind eine Statue von Manischtuschu, der Kopf eines babylonischen Herrschers, die Narām-Sîn-Stele und diverse Kudurrus (Grenzsteine).
Von Šilhak-Inšušinak (etwa 1150–1120 v. Chr.) stammt eine Bauinschrift, die alle jene Vorgänger seiner Familie auflistet, die am Tempel des Inšušinak gebaut hatten. Der eigentliche Tempel dieser Zeit ist nicht erhalten. Dieser Herrscher benutzte zum ersten Mal glasierte Kacheln, die unter seinem Vater Šutruk-Naḫḫunte II. zum ersten Mal benutzt wurden. In diese Periode werden zwei Depots mit zahlreichen Objekten, wie Schmuck und Figuren, datiert. Von diesem Herrscher stammt auch eine bronzene Platte, auf der opfernde Figuren wiedergegeben sind. Sie stammt aus dem Bereich des Ninhursag-Tempels auf der Akropolis. Neben den Figuren sieht man zwei Strukturen, die an Zikkurats erinnern, vielleicht den Tempel von Ninhursag und Inšušinak darstellen und belegen könnten, dass diese Bauten Zikkurats waren.
Von einem Bau dieses Herrschers gibt es Formziegel, deren Vorderseiten ein Relief mit der Darstellung großer stehender Figuren trägt. Es handelt sich um ein Fabelwesen mit dem Körper eines Bullen und dem Kopf eines Menschen. Die Figur steht vor einer Palme. Der eigentliche Bau, zu dem diese Reliefs einst gehörten, ist nicht mehr rekonstruierbar, stand aber wahrscheinlich auf dem Apadana, wo die Ziegel in stark gestörtem Kontext gefunden wurden. Über die Ziegel laufen Inschriften, die die Renovierung und Erbauung eines Heiligtums beschreiben. Demnach stammen die Ziegel vom kumpum kiduya, der äußeren Kapelle, die wahrscheinlich auf der Apadana stand.
Vom Areal des Inšušinak-Tempels stammen zwei Hortfunde, die in diese Zeit datieren und 1904 von de Mecquenem gefunden wurden. Der erste Fund Hort fand sich in einer kleinen Ziegelkiste (1,5 × 1,2 m) und enthielt Perlen, undekorierte Zylindersiegel, Metalabfall, aber auch mehrere Dutzende Kupferstatuen. Der zweite Fund, bekannt als Trouvaille de la statuette d’or, wurde am 22. Februar 1904 auf einer kleinen (96 × 64 cm) Plattform gefunden und enthielt zwei kleine Statuen, eine aus Gold, die andere aus Silber, sowie verschiedene Tierfiguren aus diversen Materialien. Mit den Objekten wurden Knochen von Lahm oder von Ziegen gefunden. Der Hort fand sich unterhalb des Fußbodenniveaus genau vor der Zikkurat. Der Ausgräber vermutete zunächst, dass es sich hier um eine Gründungsbeigabe von einem Gebäude handelte, änderte jedoch später seine Meinung und sah hier die Reste von Grabbeigaben eines sonst beraubten Königsgrabes. Neuere Überlegungen weisen darauf hin, dass es keine sicheren Belege für Grabanlagen dieser Zeit in diesem Teil der Stadt gibt und vermuten eher, dass es sich um Objekte aus einem königlichen Schrein handelt.

Objekte aus dem zweiten Hortfund:

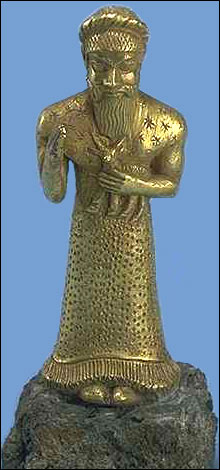
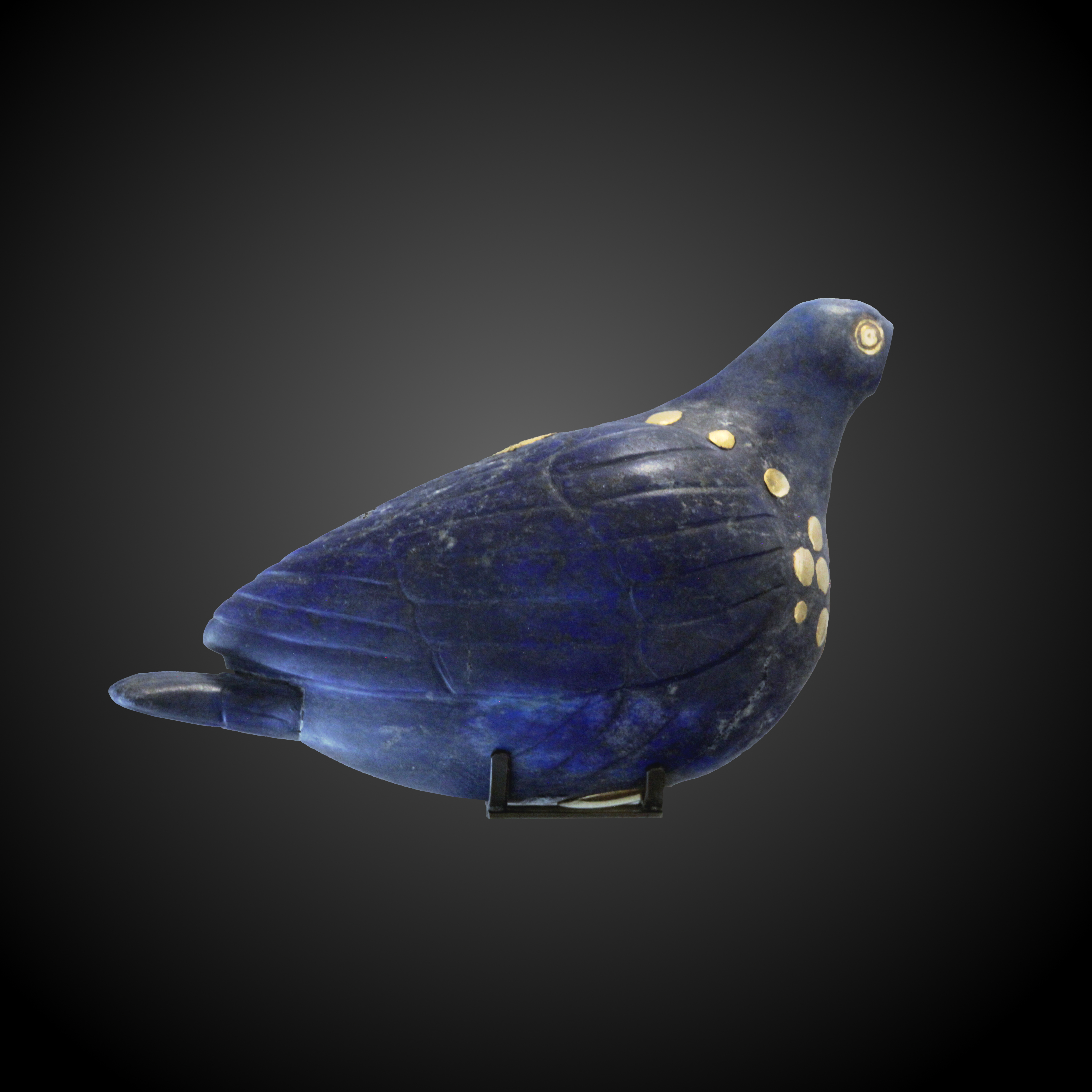
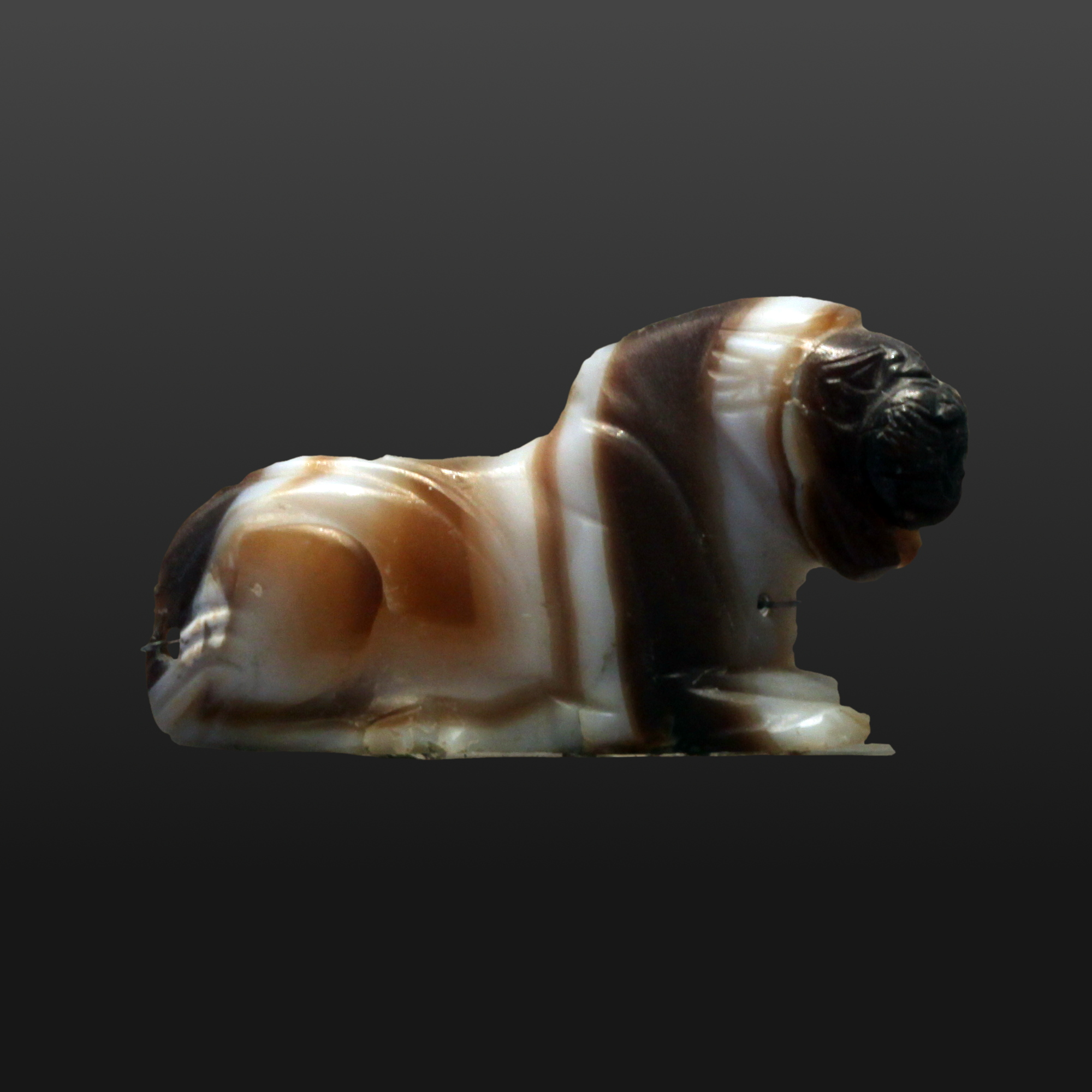

Aus der mittelelamischen Periode stammen auch zahlreiche Grabanlagen. Es handelt sich oftmals um Kammern mit einem Gewölbe, in denen sich meist mehrere Leichen fanden. Eine besondere Sitte dieser Zeit ist die Beigabe von ungebrannten, lebensgroßen Tonköpfen. Sie waren einst bemalt und wurden vielleicht zur Zeit des Todes gefertigt. Ihre Funktion ist unbekannt. Nicht alle Bestattungen wurden mit solchen Köpfen ausgestattet. Die Augen sind meist aus Terrakotta und Bitumen gefertigt und sind oftmals der einzige erhaltene Teil.

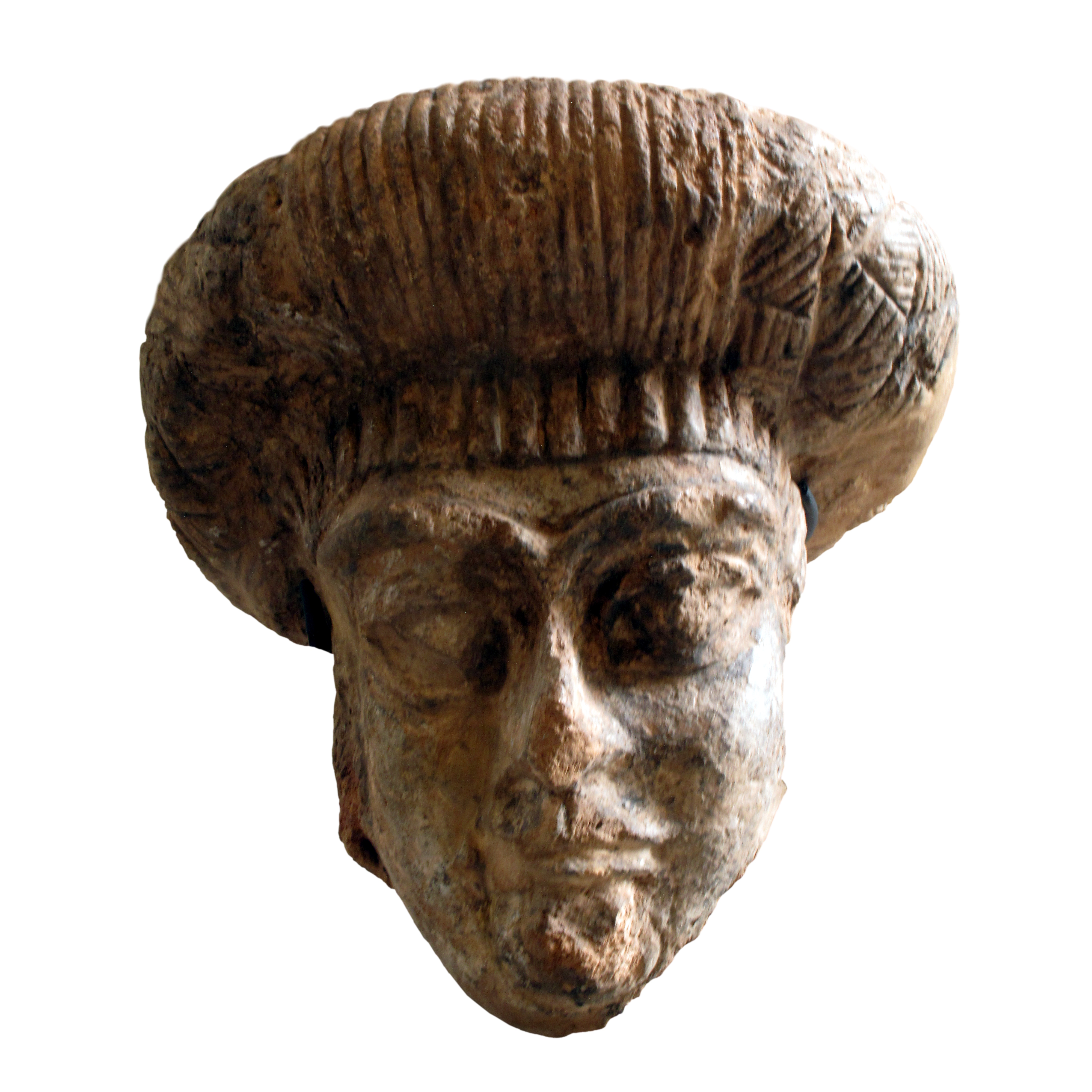
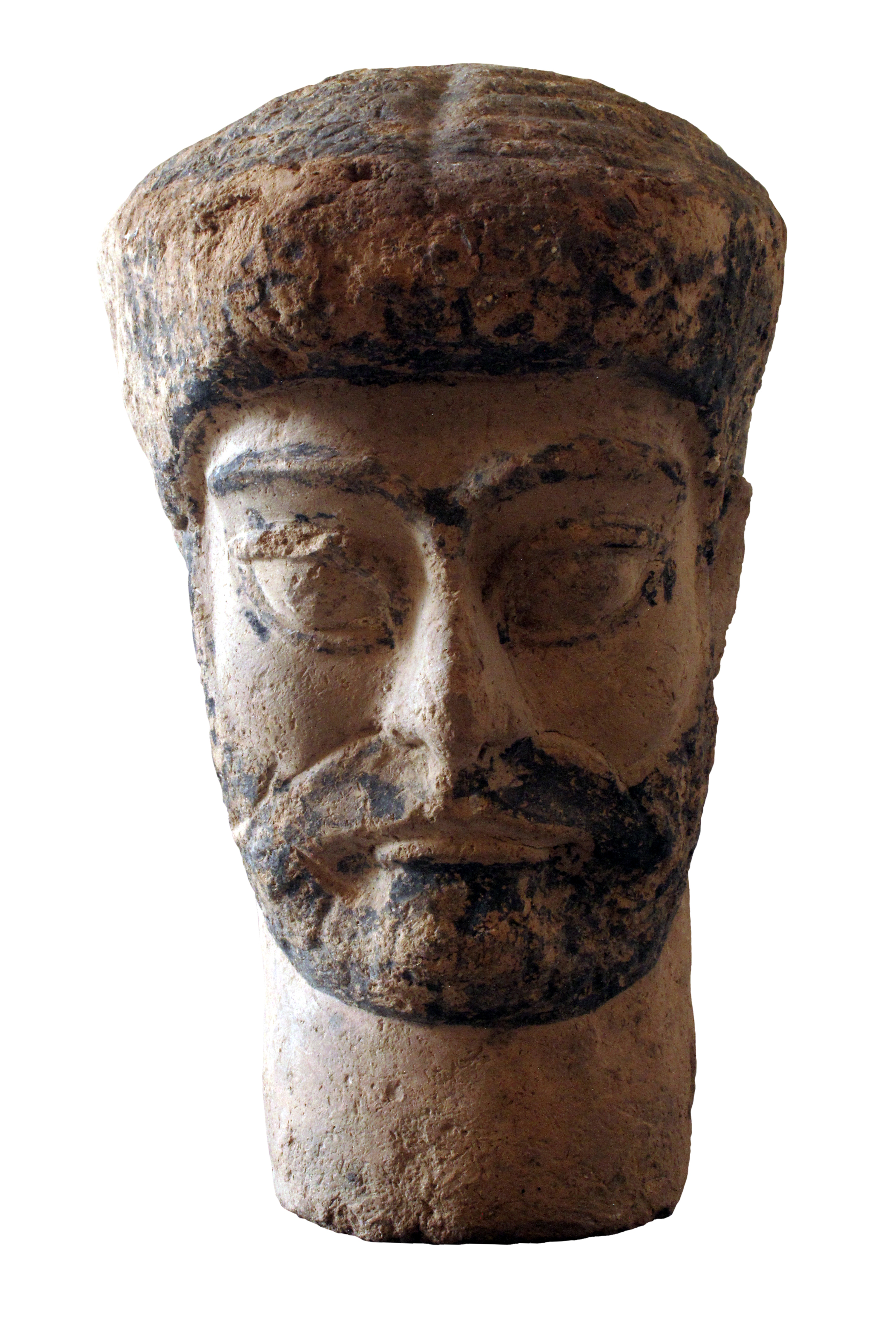

Tonköpfe aus Bestattungen:

### Babylonische Zeit (1100-800 v.Chr.)
Ende des 12. Jahrhunderts v. Chr. unterlag Hutelutuš-Inšušinak den Babyloniern unter Nebukadnezar I., es folgte eine babylonische Fremdherrschaft. Aus den folgenden drei Jahrhunderten liegen keine weiteren Informationen über Susa und Elam vor.

### Neuelamische Periode (800-646 v.Chr.)
Auch die Neuelamische Periode ist archäologisch kaum belegt. Meist wurden Schichten mit Lehmziegelmauern, die sich kaum zu Grundrissen rekonstruieren ließen, gefunden. Die Keramik deutet jedenfalls eine kulturelle Kontinuität zur vorherigen Mittelelamischen Periode an. Bedeutende Bauten sind wiederum oftmals nur von Ziegelinschriften bekannt. Von Šutruk-Nahhunte III. stammt immerhin ein kleiner quadratischer Tempel, der mit glasierten Ziegeln dekoriert war. Diese Dekoration zeigt Greifen, Löwen, Pferde und andere reale oder Fantasietiere.

### Assyrische und Babylonische Zeit (646-539) v.Chr.

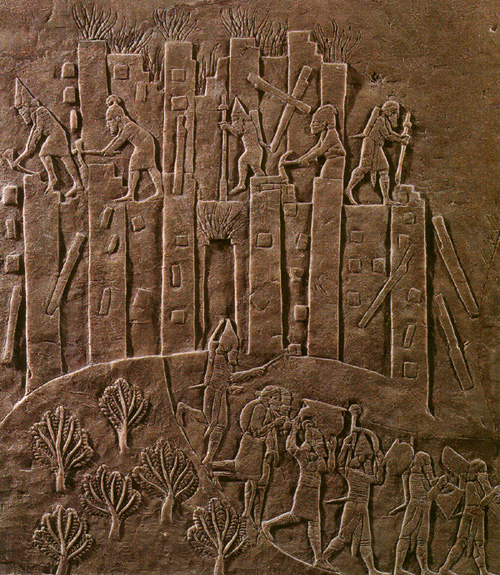
Die Zerstörung von Susa durch die Truppen von Assurbanipal

Im Jahr 646 oder 647 v. Chr. wurde die Stadt durch das neuassyrische Reich unter König Assurbanipal eingenommen, geplündert und zerstört. Die Plünderung der Stadt durch die assyrischen Truppen wird in seinen Annalen beschrieben. Demnach drang er in die Paläste der Stadt ein und nahm die dortigen Schätze mit in seine Hauptstadt Ninive. Die Zikkurat von Susa, die archäologisch bisher nicht nachgewiesen ist, wurde zerstört. Dabei wird ausdrücklich erwähnt, dass deren Dekoration aus bronzenen Hörnern gestohlen wurde. Die Grabanlagen der elamitischen Herrscher wurden geöffnet, geplündert und deren Gebeine nach Assyrien gebracht. Die Plünderung der Stadt soll einen Monat und 25 Tage angedauert haben.
Nach der Eroberung durch die Assyrer wurde die Stadt schnell wieder neu besiedelt und war weiterhin (bzw. wurde zur Zeit der Achämeniden wieder) ein bedeutendes Zentrum. Schriftliche Quellen zur Geschichte der Stadt fehlen jedoch, so dass man zu ihrer genauen Bedeutung praktisch nichts sagen kann. Bei Ausgrabungen konnte ein Archiv mit 298 Urkunden wirtschaftlicher Natur gefunden werden.
Nach dem Sieg über die assyrische Armee soll der erste neubabylonische Herrscher Nabopolassar (626–605 v. Chr.) die von den Assyrern nach Uruk verbrachten Götterstatuen wieder nach Susa zurückgegeben haben. Von Nabu-kudurri-usur II. haben sich beschriftete Ziegel, die vielleicht auf Bau-, zumindest auf Renovierungsarbeiten an Tempeln hindeuten, erhalten. In Susa selbst wurden Texte, die möglicherweise andeuten, dass Elam wieder für eine gewisse Zeit unabhängig war, gefunden. Ein Herrscher namens Hallutaš-Inšušinak ist von Ziegeln bekannt, die von der Neuerbauung des Inšušinak-Tempels berichten.

## Das persische Susa

### Achämenidenreich (539-330 v.Chr.): Residenz des persischen Königs
Das Susa des Achämenidenreiches ist besser bekannt als die Stadt der anderen Epochen. Die königlichen Paläste sind zum Teil gut erforscht. Die Wohnquartiere der einfachen Bevölkerung sind dagegen bisher nicht gefunden worden. An vielen Stellen in der Stadt fehlen achämenidische Reste oder sind bisher unerkannt. Im Vergleich zu anderen persischen Residenzstädten gibt es auch nur wenige Keilschrifttexte. Das biblische Buch Ester spielt zum großen Teil im Susa der Zeit von Xerxes I. (regierte 486–465 v. Chr.). Bei dem griechischen Historiker Herodot ist es sogar die einzige persische Residenz, die Erwähnung findet. Der Palast in Susa ist auch der Schauplatz der Perser von Aischylos, der ältesten erhaltenen Tragödie überhaupt. 36 achämenidische, königliche Inschriften sind bisher aus Susa bekannt. 24 davon gehören zu Dareios I. (regierte 522–486 v. Chr.), jeweils fünf Inschriften stammen von Xerxes I. und Artaxerxes II. (regierte 404–359/58 v. Chr.) und zwei von Darius II. (regierte 424–404 v. Chr.).
Im 5. Jahrhundert ließ König Dareios I. die Persische Königsstraße errichten, die von Susa durch Mesopotamien und Anatolien bis ins lydische Sardes nahe der ägäischen Küste führte. Eine Verlängerung nach Osten führte nach Persepolis.
Auf dem Apadana wurde in dieser Zeit ein großer Palast für Dareios I. errichtet. Dieser Herrscher war es vor allem, der die Stadt erheblich um- und ausbaute. Teile der Bevölkerung wurden vielleicht nach Osten und Norden, in das sogenannte Künstlerviertel umgesiedelt. Auf der Akropolis stand nun eine Festung. Die Königsstadt war zu dieser Zeit von einer Mauer umgeben, die an ihrer Basis fast 20 Meter breit und 10 bis 12 Meter hoch war.
Der Palast von Dareios I. ist sicherlich das wichtigste noch heute zu sehende Gebäude in der Stadt. Die Erbauung des Palastes wird in Inschriften beschrieben. Für den Bau kam Zedernholz aus dem Libanon, andere Holzarten aus Indien, Gold aus Sardis und Baktrien. Die Steine für die Säulen des Palastes wurde in der Nähe der Stadt gebrochen. Die Handwerker für diesen Bau kamen aus vielen Teilen des Reiches. Das Gebäude selbst bestand aus einer Reihe von Höfen. Im Osten stand ein großer Torbau und im Norden stand der Apadana, die Säulenhalle, die dem ganzen Viertel den Namen gab. Der Bau war reich mit reliefierten Kacheln dekoriert. Viele Inschriften von Dareios I., meist in Altpersisch, aber auch in Elamitisch oder Babylonisch verfasst, konnten im Palast aber auch in der Stadt geborgen werden.
Neben diesem Palast gab es noch weitere derartige Bauten. Im Westen der Stadt, jenseits des Schaur, wurde ein achämenidisches Palastgebäude zum Teil ausgegraben, der als Schaur-Palast bezeichnet wird. In dieser Gegend wurden bei modernen Bauarbeiten im Jahr 1969 die Reste einer weiteren Säulenhalle entdeckt, die Artaxerxes II. zugeordnet wird. Mehrere dort gefundene Inschriften nennen ihn. Der Bau ist jedoch nur schlecht erhalten. Im Westen gab es eine große Säulenhalle. Östlich davon befand sich ein großer Hof, an dessen Nordseite die Fundamente eines weiteren Gebäudeteiles ergraben wurden. Weitere Gebäude gruppierten sich um den Hof, sind bisher aber nur wenig untersucht. Die große Säulenhalle (37,5 × 34,6 m) im Westen des Palastes besaß einst 64 Säulen aus grauem Kalkstein, deren Basen noch zum Teil erhalten sind. Der Palast war teilweise mit Steinreliefs dekoriert und es fanden sich mehrere Tausend Fayencekacheln und Reste von Wandmalereien. Die letzteren sind bisher die besten Beispiele achämenidischer Malerei. Weitere Bauten in der Stadt stammen von Xerxes I. und Darius II., sind aber nur von Inschriften bekannt. Die Gebäude mögen späteren Bauten zum Opfer gefallen sein.
Schließlich konnte ganz im Süden der Stadt ein großes, palastartiges Gebäude ausgegraben werden. Dessen Datierung ist umstritten, doch wurden dort achämenidische Elfenbeinarbeiten, die wahrscheinlich Einlagen in Möbeln waren, gefunden. Auch wenn das ausgegrabene Gebäude also vielleicht in spätere Zeit zu datieren sein sollte, so deuten diese Intarsien doch auf wichtige Bauten bereits in achämenidischer Zeit hin. Das Akropolis-Grab stammt aus der Zeit vom Ende der Achämenidenzeit und enthielt zahlreiche goldene Schmückstücke.

Susa zur Zeit des Achämenidenreiches:

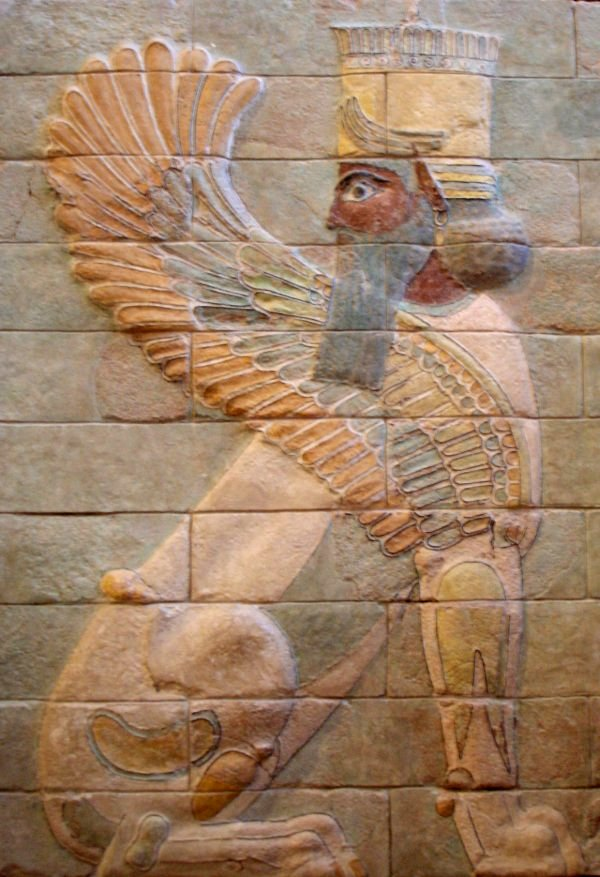
Geflügelter Sphinx aus dem Palast von Dareios I.
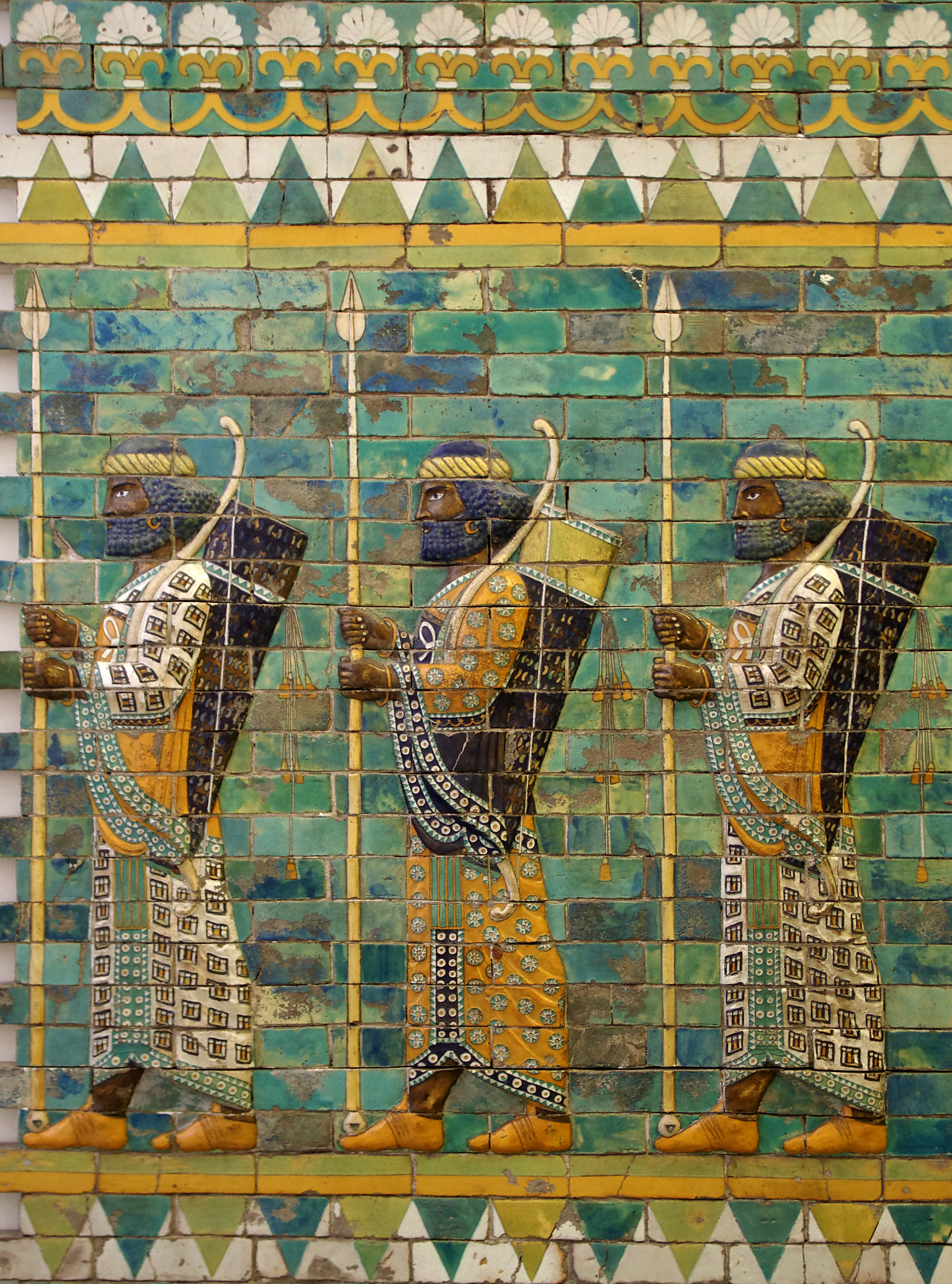
Soldaten aus dem Palast von Dareios I.
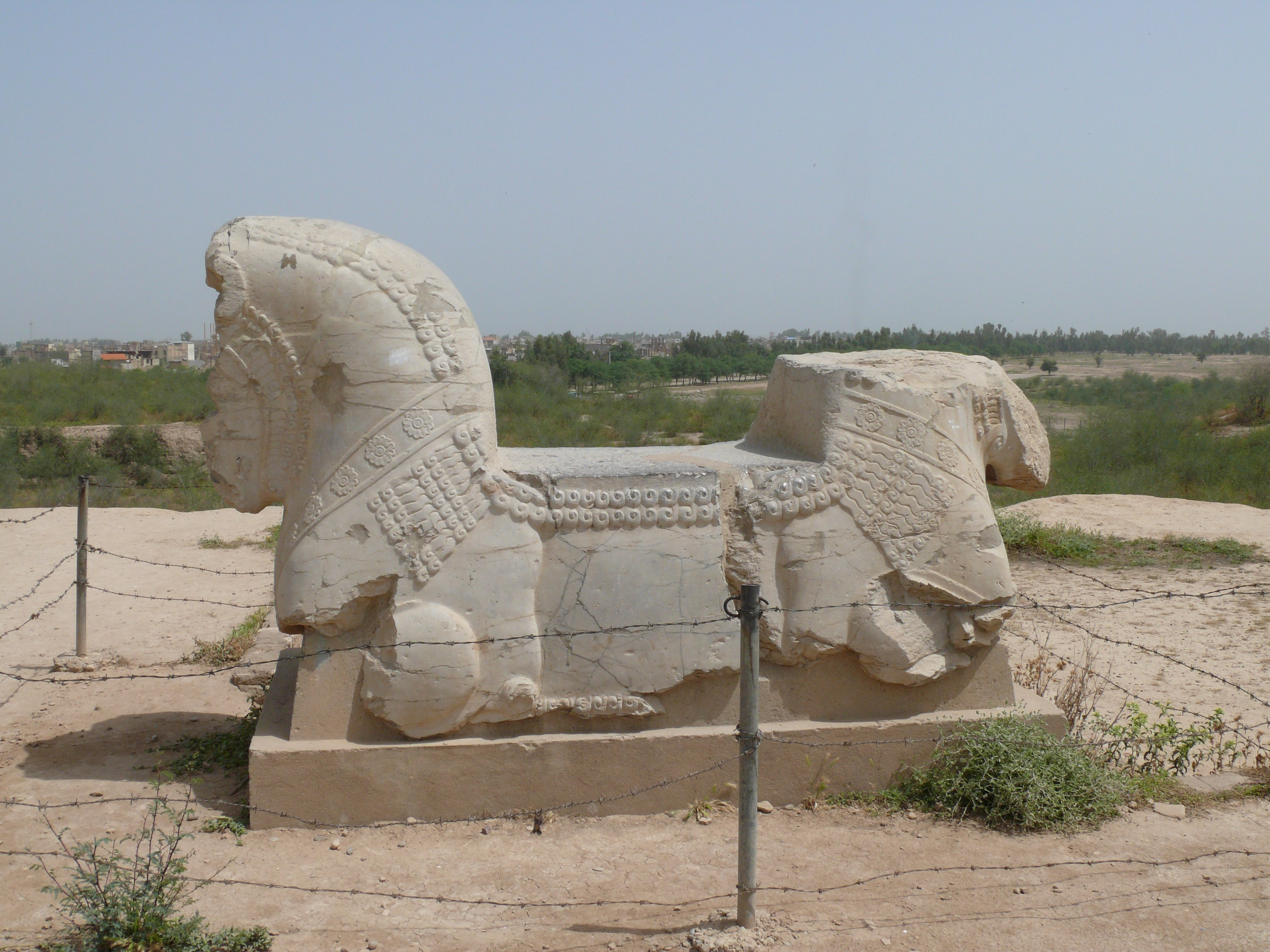
Kapitell in Form von Bullen aus dem Palast von Dareios I.
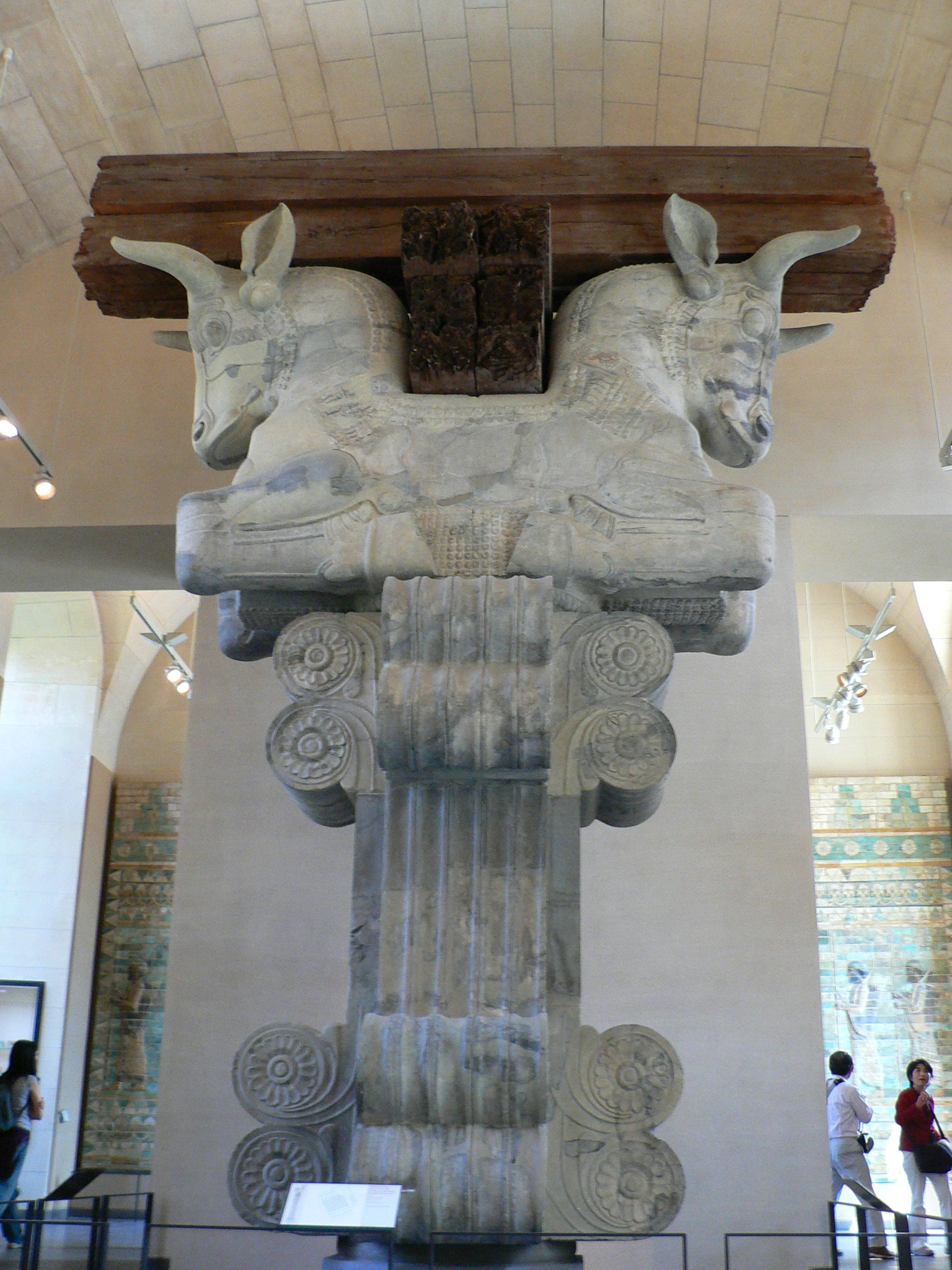
Kapitell in Form von Bullen aus dem Palast von Dareios I.
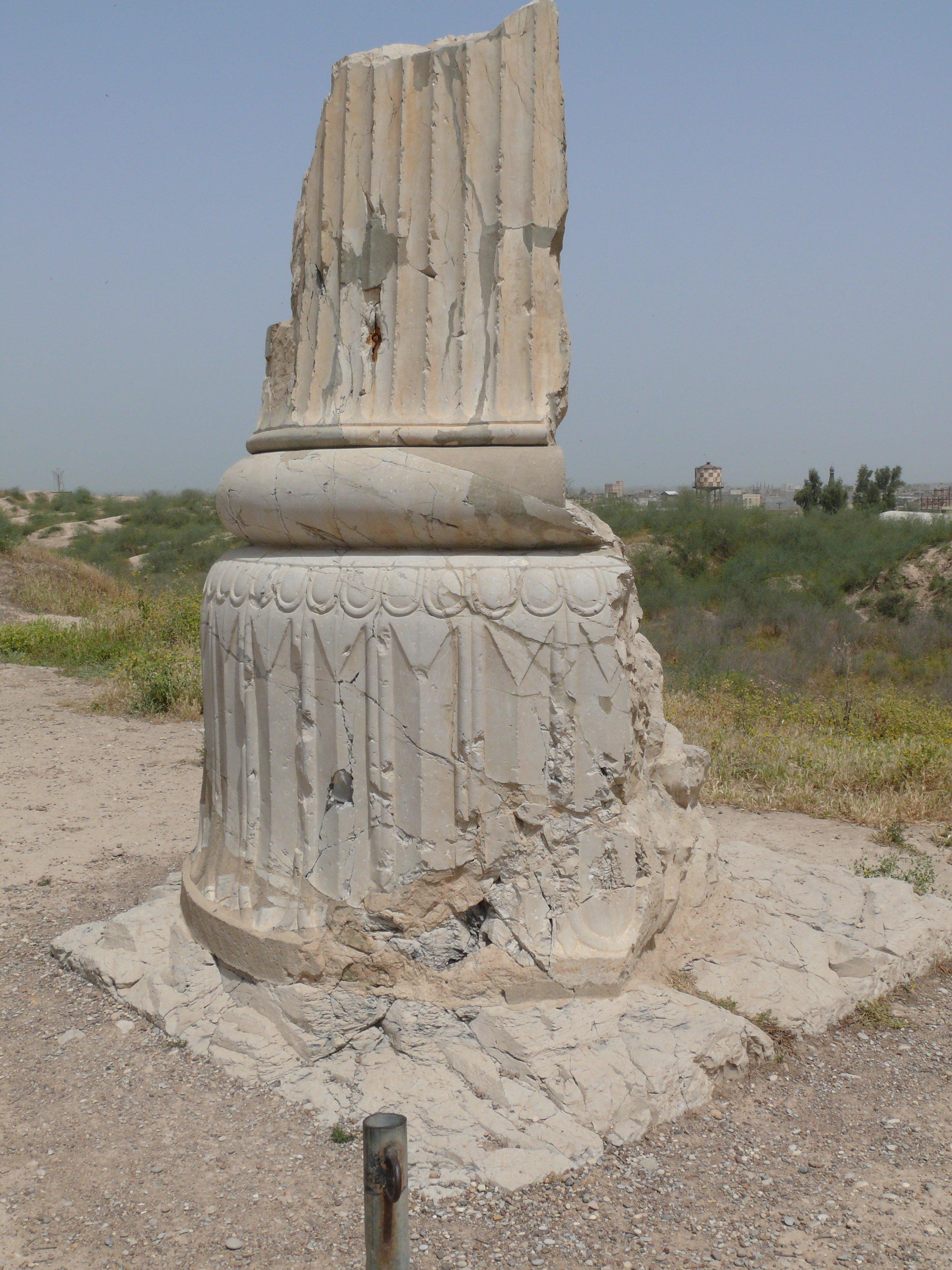
Säule aus dem Palast von Dareios I.
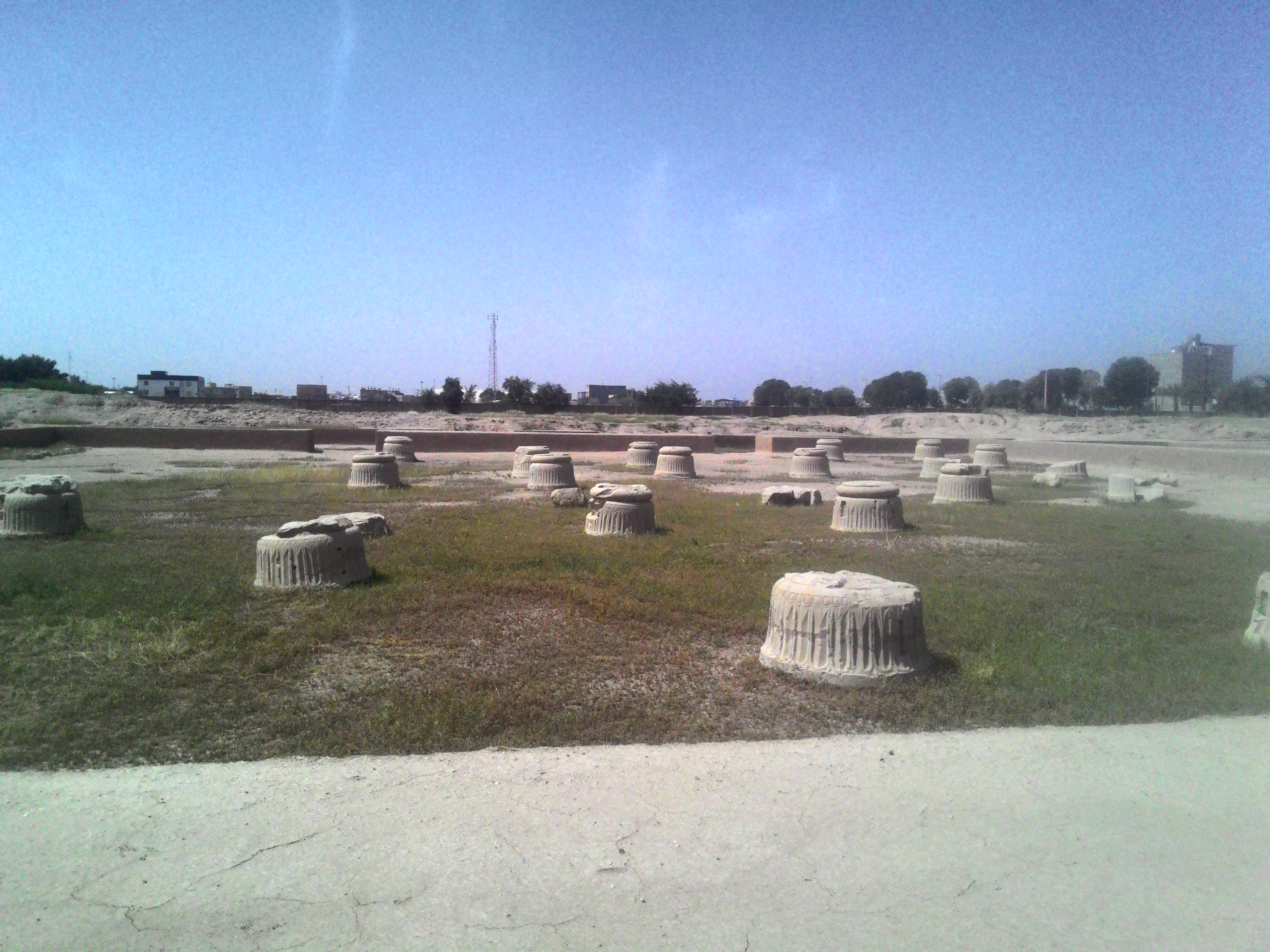
Reste des Schaurpalastes

### Die makedonische und seleukidische Stadt (330-147 v.Chr.)

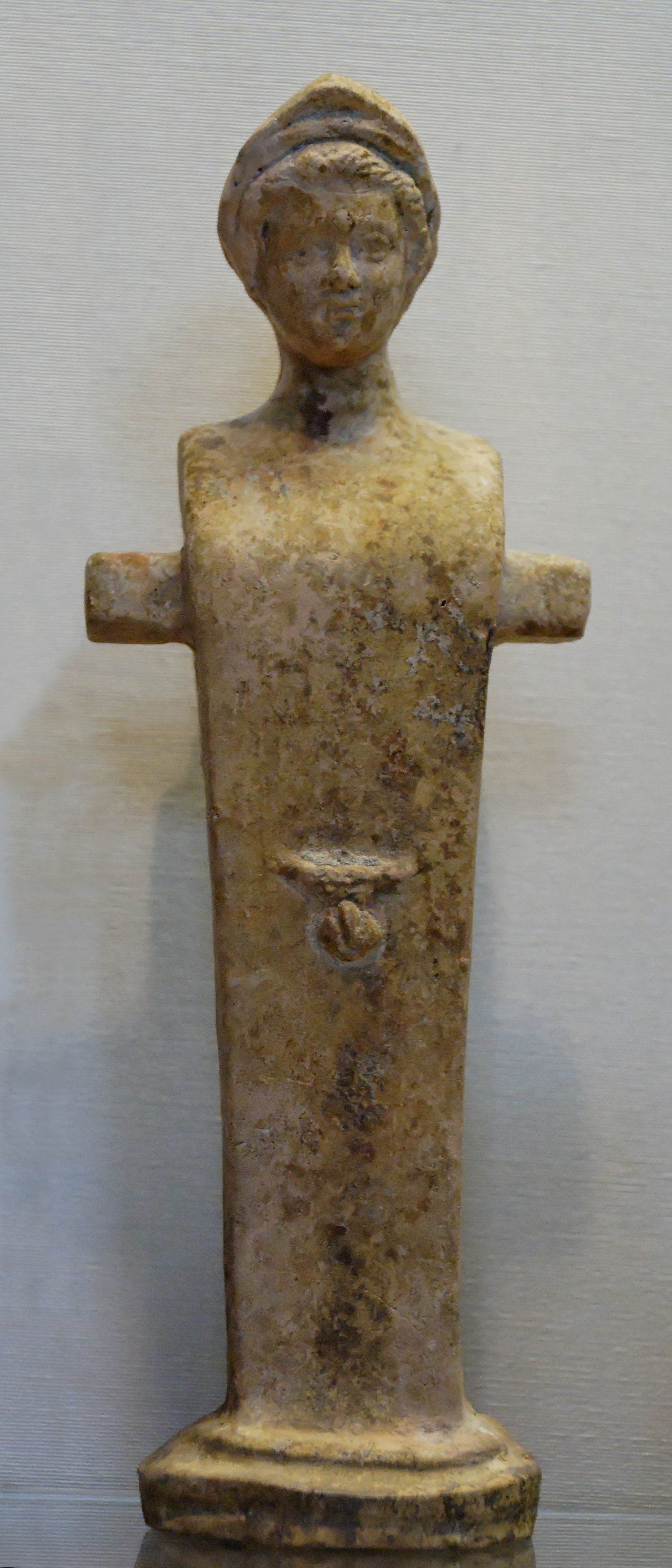
Herme aus Susa

Alexander der Große eroberte die Stadt während seines Orientfeldzuges. Hier traf er auf Nearchos, der auf dem Seeweg den Persischen Golf erkundet hatte. Alexander der Große feierte in Susa die Massenhochzeit zwischen Griechen und Persern.
Unter den Seleukiden wurde Susa als „Seleukeia am Eulaios“ zur griechischen Kolonie und hatte damit den Status einer Polis. Seleukos I. begann dort Münzen zu prägen, obwohl es den Anschein hat, dass die Anzahl der in der Stadt herausgegebenen Münzen nicht sehr groß war. Susa ist reich an griechischen Inschriften, was vielleicht auf eine nennenswerte Anzahl von in der Stadt lebenden Griechen hinweist. Vor allem in der Königsstadt konnten große, reich ausgestattete Peristylhäuser ausgegraben werden. An Kleinfunden gibt es zahlreiche Terrakotten und Siegelabdrücke in einem vollkommen hellenistischen Stil. Die Inschriften bezeugen griechische Institutionen, wie ein Gymnasion und ein Stadion.
Die griechischen Inschriften werfen auch Licht auf das religiöse Leben der Stadt. Hauptgöttin der Stadt war nun Nanaya, die in anderem Kontext mit Artemis gleichgesetzt wird. Die Göttin hatte einen bedeutenden Tempel, der zwar nicht erhalten ist, von dem sich aber beschriftete Blöcke in sassanidischen Bauten wiederverwendet fanden. Es ist nicht bekannt, ob der alte Tempel des Inšušinak zu dieser Zeit noch stand und genutzt wurde. Immerhin gibt es einen Text aus Uruk, der in seleukidische Zeit zu datieren ist und der davon berichtet, dass alte Schriften in Elam kopiert und nach Uruk gebracht worden sind. Obwohl Susa nicht genannt wird, kann davon ausgegangen werden, dass diese Schriften in Susa gelagert wurden und dass es dort ein Fortbestehen elamitischer Kulte gab.

### Die parthische Stadt (147 v.Chr. – 224 n.Chr.)

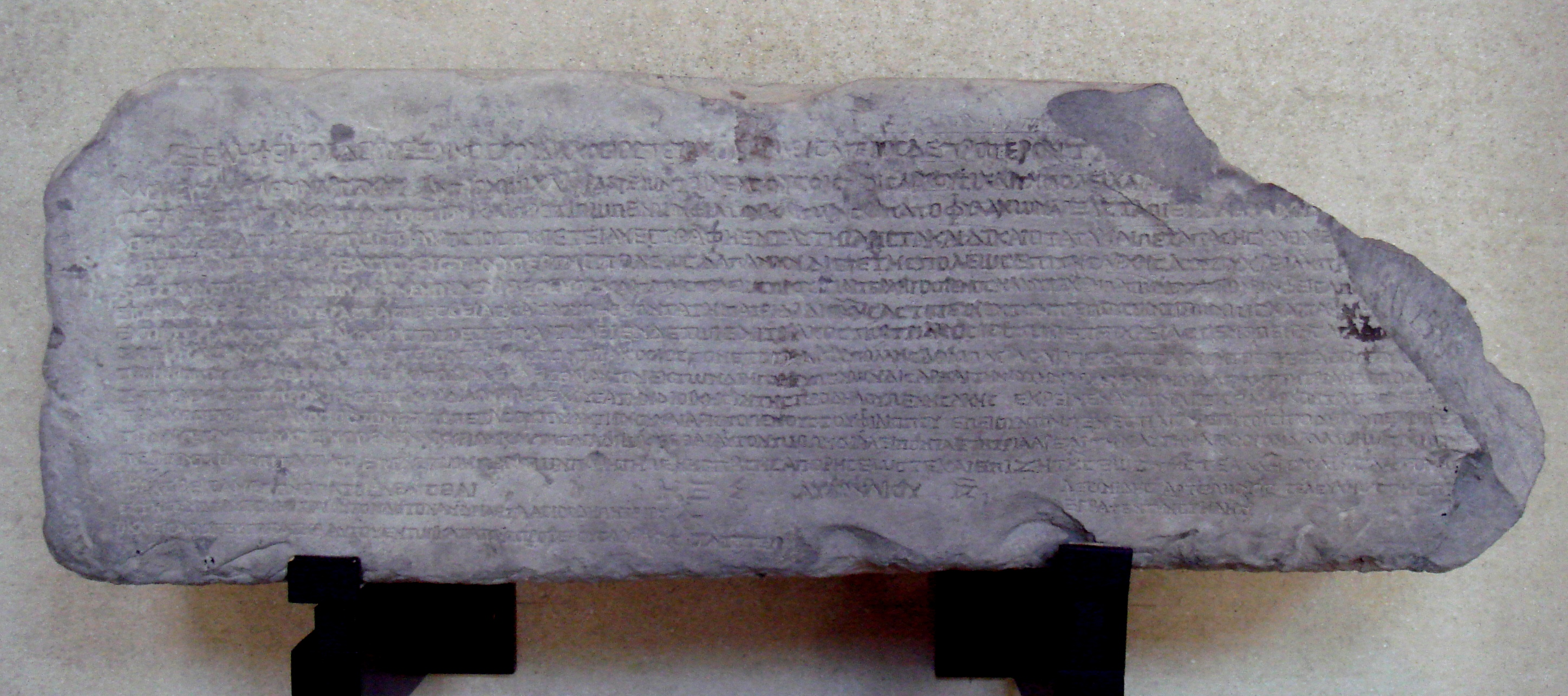
Inschriftliche Kopie eines Briefes des parthischen Königs Artabanos II. auf Marmor (IGIAC 3)

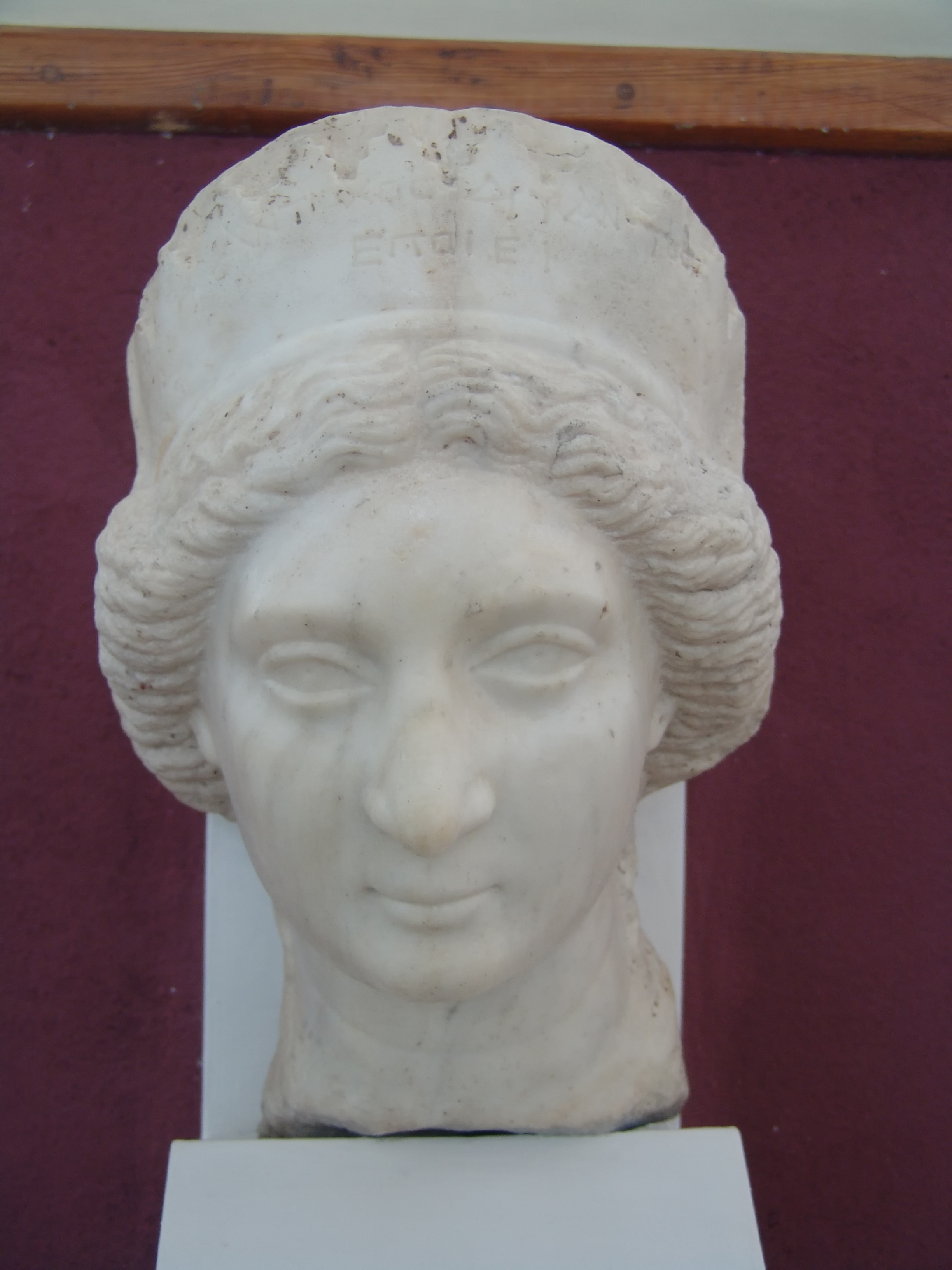
Kopf einer Göttin oder Königin, aus Susa. Der Kopf wird um 150 n. Chr. datiert.

Um 147 v. Chr. fielen Susa und die angrenzende Elymais (Elam) vom Seleukidischen Reich ab. Die Stadt wurde zumindest zeitweise von den Herrschern der Elymais regiert. Kamnaskires II. Nikephoros prägte dort Münzen. Die Stadt gelangte vielleicht wieder kurzzeitig unter seleukidische Herrschaft, doch beginnend mit Phraates II. (ca. 138–127 v. Chr.) bis Gotarzes II. (ca. 40–51 n. Chr.) prägten fast alle parthischen Herrscher Münzen in der Stadt, die also zumindest in diesem Zeitraum fest in der Hand der parthischen Arsakiden war. Die Stadt wurde in dieser Zeit von einem stratíarchos (στρατίαρχος Feldherr), einem General, verwaltet. Ein gewisser Zamaspes ist dank einer Inschrift mit Namen bekannt, ebenso ein Tiridates; man hält sie meist für die Vertreter des Partherkönigs in Susa. Unter Phraates IV. wurde die Stadt um 30 v. Chr. höchstwahrscheinlich sogar in Phraata (bzw. Phraata in Susa) umbenannt. Ab der Mitte des ersten Jahrhunderts wurde sie wahrscheinlich zeitweise wieder von Herrschern der Elymais regiert.
116 n. Chr. eroberte der römische Kaiser Trajan im Zuge seines Partherfeldzuges die Stadt. Sie blieb aber nur sehr kurz unter römischer Verwaltung.
Die griechischen Inschriften belegen, dass die Stadt mindestens bis in die erste Hälfte des ersten Jahrhunderts n. Chr. weiter als griechische Polis mit griechischen Institutionen und Verwaltung existierte. Hier ist die inschriftlich erhaltene Abschrift eines Briefes von König Artabanos II. zu nennen (IGIAC 3), der ins Jahr 21 n. Chr. datiert wird und der für Phraata-Susa Archonten, also griechische Beamte, bezeugt.
In parthischer Zeit verlor Susa schrittweise seine Funktion als bedeutende internationale Handelsstadt, die nun von den Orten der Charakene übernommen wurde. Trotzdem blieb Susa das Zentrum einer landwirtschaftlich wichtigen Region und eine wohlhabende Stadt. Vom Ende der parthischen Herrschaft stammt eine in das Jahr 215 n. Chr. datierte Stele, die den Statthalter von Susa, Chwasak, zeigt, wie er vor Artabanos IV. steht und von ihm den Ring der Macht erhält.
Vor allem die parthischen Schichten sind besonders umfangreich und belegen auch archäologisch, dass die Stadt florierte. In der Königsstadt konnten großzügig angelegte Stadtvillen ausgegraben werden. An Funden im Stadtgebiet sind wiederum zahlreiche Terrakotten sowohl in griechischem als auch parthischem Stil sowie Knochenfiguren von Frauen zu nennen. Es gibt auch Beispiele parthischer Skulptur. Herausragend ist ein in das zweite nachchristliche Jahrhundert zu datierender Frauenkopf, der stark von der griechischen Plastik des Hellenismus beeinflusst ist. Ein Bildhauer mit dem makedonischen Namen Antiochos, Sohn des Dryas, signierte das Werk.
Im Chantiers de la Ville des Artisans sind mehrere Grabanlagen freigelegt worden. Es handelt sich um unterirdische, aus Ziegeln aufgemauerte und gewölbte Grabkammern, die über eine Treppe erreicht wurden. Mehrfachbestattungen pro Kammer waren die Regel. Es fanden sich verschiedene Tonsärge. Oftmals lagen die Toten ohne erhaltenen Sarg auf dem Kammerboden oder auf Bänken, die sich entlang der Wände befanden. Als Grabbeigaben fand sich vor allem Keramik, darunter viele Lampen. Schmuck ist auch bezeugt.

### Die sassanidische Stadt (224-639)

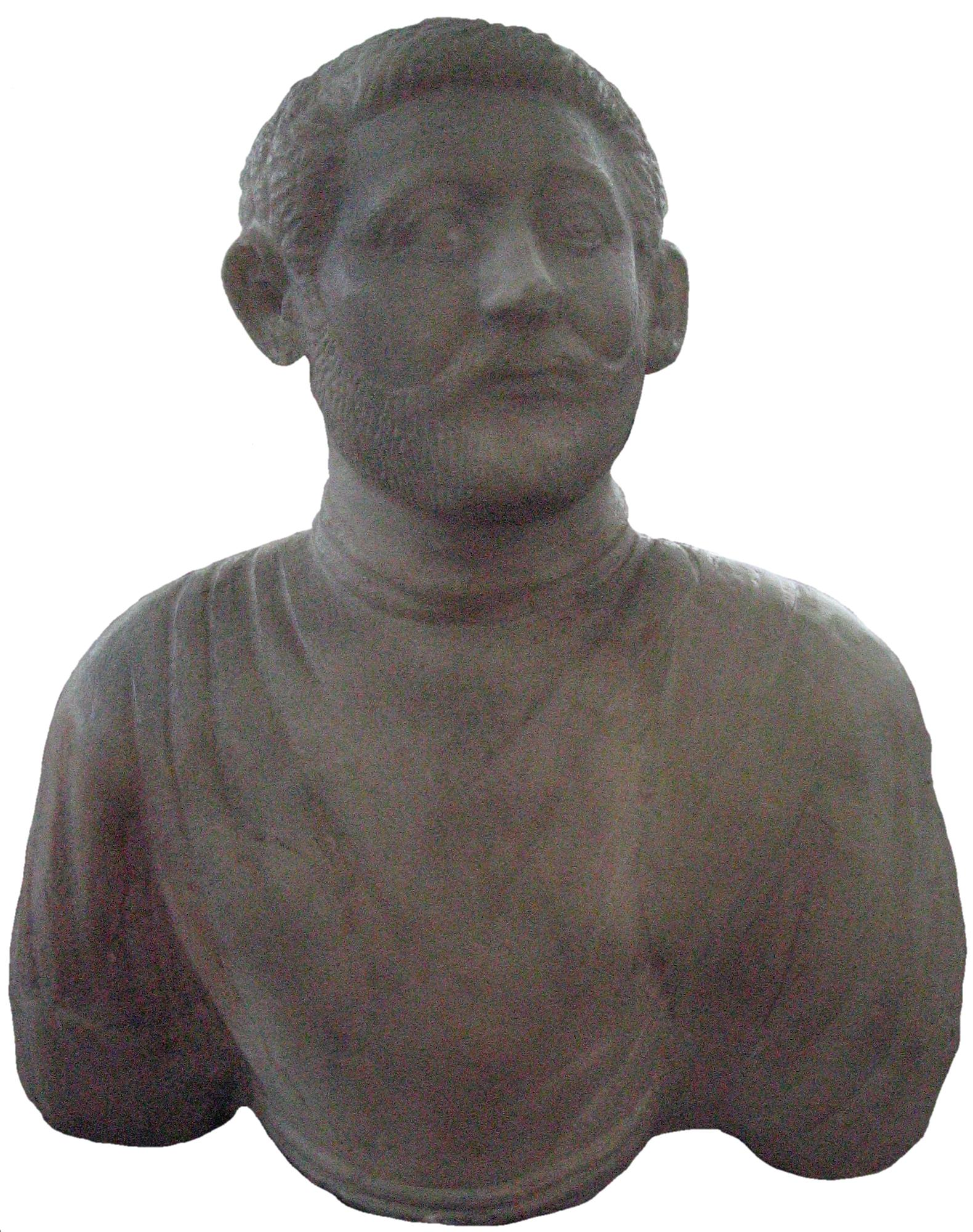
Sassanidische Büste aus Susa

Susa wurde 224 von dem Sassaniden Ardaschir I. erobert und zerstört, doch gleich darauf wieder aufgebaut und vielleicht sogar zeitweise königliche Residenz. Schapur I. soll nach einer späteren Überlieferung seinen Lebensabend in der Stadt verbracht haben, obwohl diese Überlieferung unsicher ist und sich vielleicht eher auf Schapur II. bezieht. Susa wurde ein Handelszentrum besonders im Goldhandel. In der Stadt wurden weiterhin Münzen geprägt.
In sassanidischer Zeit hieß das Gebiet um Susa Chusistan und war ökonomisch weiterhin sehr bedeutend. 339 wurde die Stadt Susa von Schapur II. mit 300 Elefanten nochmals zerstört und wieder neu aufgebaut.
Diese erneute Zerstörung ist vielleicht mit einem Aufstand von Christen und deren pro-römischen Tendenzen zu verbinden. Die Stadt hatte in einem separaten Stadtteil eine christliche Gemeinde. Susa hatte früh einen nestorianischen Bischof, dessen letzter Vertreter 1265 bezeugt ist. Auch archäologisch ist das Christentum in der Stadt belegt. Es wurde unter anderem eine Stucktafel mit dem Bild eines christlichen Heiligen gefunden. Es wird berichtet, dass dort Weber für Seidenbrokat angesiedelt wurden.
Unter den Sassaniden lief die Neugründung Gundischapur Susa langsam den Rang als Hauptort von Chusistan ab. Archäologisch ist festzustellen, dass die Schichten der sassanidischen Stadt im Vergleich zur parthischen Periode weniger hoch sind, es aber weiterhin bedeutende Bauten gab und Susa sicherlich weiterhin ein regionales Zentrum blieb.
Mit über 400 Hektar erreichte Susa ihre bis dahin flächenmäßig größte Ausdehnung. Die geringeren Schichten und die größere Ausdehnung mögen auf eine insgesamt lockere Bebauung hindeuten. Es gibt zwei substanzielle Münzhortfunde aus dieser Zeit, einer von ihnen mit 1.171 Münzen. Ausgrabungen erbrachten teilweise reich ausgestattete Wohnhäuser, eines von ihnen dekoriert mit figürlichen Wandmalereien, die unter anderen einen Reiter zeigen. Der Palast auf dem Apadana ist offensichtlich überbaut worden. Auch aus der sassanidische Stadt stammen viele Terrakotten.

## Die islamische Stadt

### Arabische Zeit (639-932)

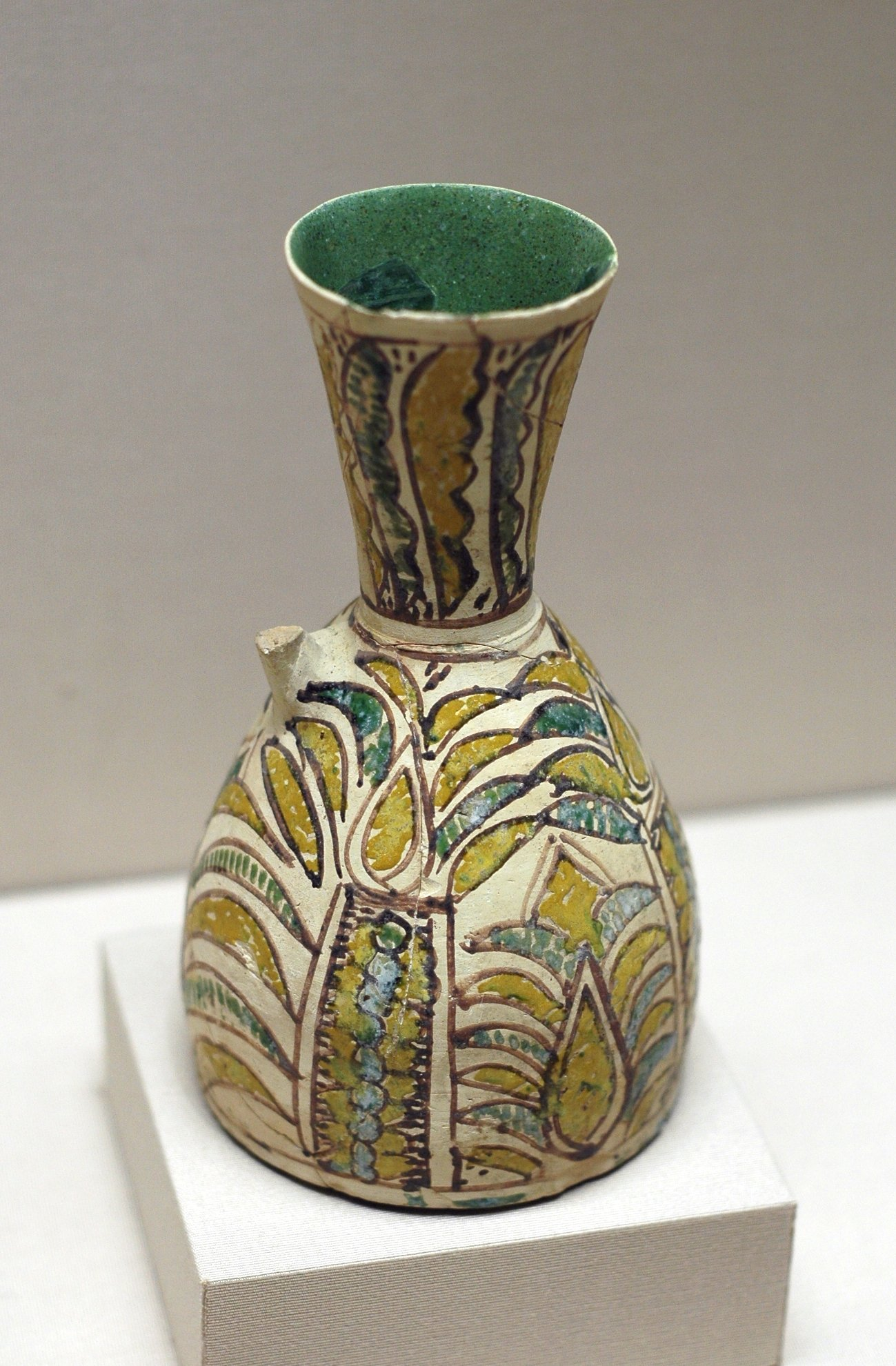
Vase aus Susa

Im Jahr 639 n. Chr. wurde Susa bei der arabischen Eroberung Irans zerstört, erholte sich aber von diesem Schlag. Auch die islamische Stadt war ein regionales Zentrum, das mit über 400 Hektar weiterhin beachtliche Ausmaße hatte. Es wurde die erste Moschee errichtet, aber auch nestorianische Bischöfe sind weiterhin bezeugt, daneben gab es eine jüdische Gemeinde mit einer eigenen Synagoge.
In der Stadt wurde das Grab des Daniel (vgl. Dan 8,1 ) lokalisiert, das ein Pilgerzentrum wurde und auch heute noch ist. Jedoch beanspruchen auch mehrere andere Orte, Daniels Grab zu beherbergen.

### Spätere islamische Dynastien (932-1259)
Von etwa 932 bis 1055 herrschten die Bujiden über die Region, die ersten persischen Herrscher seit der arabischen Eroberung. Auf sie folgten mit den türkischen Seldschuken erneut Fremdherrscher.
Die Stadt war in islamischer Zeit weiterhin ein Produktionszentrum für Luxusstoffe wie Seide oder Zucker.
Archäologisch ist die islamische Periode vor allem durch ihre reiche Keramik gekennzeichnet.

### Zerstörung durch die Mongolen
Susa wurde um 1259 von den Mongolen zerstört und konnte danach nie wieder die alte Bedeutung erlangen.

## Neuere Geschichte
Heute ist der Ort ein kleines lokales Zentrum mit dem Namen Schusch und circa 60.000 Einwohnern, etwa 50 km östlich der Grenze zum Irak, die sich ringförmig um die Ausgrabungsfelder der antiken Ruinen herum entwickelt. Sie ist Verwaltungssitz des Landkreises Schusch innerhalb der Provinz Chuzestan, wird aber hinsichtlich ihrer Größe von nahegelegenen Städten wie Dezful oder der Provinzhauptstadt Ahvaz bei weitem übertroffen.
Seit 1929 ist Susa durch die wichtigste Bahnstrecke des Landes, die Transiranische Eisenbahn, erschlossen. Die Landstraße 37 (Schnellstraße Andimeschk–Ahvaz) führt durch die Stadt und soll künftig durch die Autobahn 5 (Teheran–Chorramschahr) ergänzt werden. Susa wird heute u. a. durch die Dez-Talsperre (1963) und die Karche-Talsperre (2001) mit Elektrizität und Wasser versorgt, wodurch eine ertragreiche Landwirtschaft betrieben werden kann.
Im Ersten Golfkrieg war die Region um Susa von Oktober 1980 bis März 1982 von irakischen Truppen besetzt und von teilweise schweren Kampfhandlungen betroffen.
Die Stadt lebt heute zum großen Teil von religiösen Pilgern, vor allem zum für Muslime und Juden heiligen Grab des Propheten Daniel, und vom Tourismus. Susa ist seit 2015 UNESCO-Welterbe, u. a. kann man den Apadana (Palast von Dareios I.) und die um 1890 von den französischen Archäologen erbaute Burg Schusch besichtigen. Das Susa-Museum zeigt archäologische Funde aus der langen Geschichte der Stadt.
In der Nähe liegt außerdem die Ausgrabungsstätte der 3300 Jahre alten Stadt Tschogha Zanbil mit dem größten Zikkurat Irans, die ebenfalls eine UNESCO-Welterbestätte ist.